# Defensa siciliana, variant Scheveningen
En l'obertura d'una partida d'escacs, la variant Scheveningen de la defensa siciliana és una línia de la siciliana oberta caracteritzada pel fet que les negres col·loquen el «petit centre» amb peons a d6 i e6. Existeixen nombroses transposicions que condueixen a la Scheveningen. Un ordre de jugades possible és el següent:
1. e4 c5
2. Cf3 d6
3. d4 cxd4
4. Cxd4 Cf6
5. Cc3 e6
L'aparent modest centre de peons d6–e6 dona a les negres una barrera defensiva sòlida, control de les caselles crítiques d5 i e5, i conserva flexibilitat per trencar al centre tant amb ...e5 com amb ...d5. Les negres poden procedir amb un ràpid desenvolupament i l'obertura ofereix contrajoc i un considerable marge per a la creativitat.
Aquesta variant ha estat molt utilitzada per Garri Kaspàrov, i molts d'altres distingits Grans Mestres.
|  |

## Origen
La variant va captar l'atenció internacional per primer cop durant el torneig d'escacs del 1923 a la ciutat de Scheveningen a la costa del Mar del Nord a prop de La Haia. Durant el torneig la variant es va jugar diverses vegades per diferents jugadors, inclòs Euwe jugant contra Maróczy.

## Atac Keres: 6.g4
|   | a | b | c | d | e | f | g | h |   |
| 8 | a8 negres torre · c8 negres alfil · d8 negres dama · e8 negres rei · f8 negres alfil · h8 negres torre · a7 negres peó · b7 negres peó · f7 negres peó · g7 negres peó · c6 negres cavall · d6 negres peó · e6 negres peó · f6 negres cavall · h6 negres peó · d4 blanques cavall · e4 blanques peó · g4 blanques peó · h4 blanques peó · c3 blanques cavall · a2 blanques peó · b2 blanques peó · c2 blanques peó · f2 blanques peó · a1 blanques torre · c1 blanques alfil · d1 blanques dama · e1 blanques rei · f1 blanques alfil · g1 blanques torre | a8 negres torre · c8 negres alfil · d8 negres dama · e8 negres rei · f8 negres alfil · h8 negres torre · a7 negres peó · b7 negres peó · f7 negres peó · g7 negres peó · c6 negres cavall · d6 negres peó · e6 negres peó · f6 negres cavall · h6 negres peó · d4 blanques cavall · e4 blanques peó · g4 blanques peó · h4 blanques peó · c3 blanques cavall · a2 blanques peó · b2 blanques peó · c2 blanques peó · f2 blanques peó · a1 blanques torre · c1 blanques alfil · d1 blanques dama · e1 blanques rei · f1 blanques alfil · g1 blanques torre | a8 negres torre · c8 negres alfil · d8 negres dama · e8 negres rei · f8 negres alfil · h8 negres torre · a7 negres peó · b7 negres peó · f7 negres peó · g7 negres peó · c6 negres cavall · d6 negres peó · e6 negres peó · f6 negres cavall · h6 negres peó · d4 blanques cavall · e4 blanques peó · g4 blanques peó · h4 blanques peó · c3 blanques cavall · a2 blanques peó · b2 blanques peó · c2 blanques peó · f2 blanques peó · a1 blanques torre · c1 blanques alfil · d1 blanques dama · e1 blanques rei · f1 blanques alfil · g1 blanques torre | a8 negres torre · c8 negres alfil · d8 negres dama · e8 negres rei · f8 negres alfil · h8 negres torre · a7 negres peó · b7 negres peó · f7 negres peó · g7 negres peó · c6 negres cavall · d6 negres peó · e6 negres peó · f6 negres cavall · h6 negres peó · d4 blanques cavall · e4 blanques peó · g4 blanques peó · h4 blanques peó · c3 blanques cavall · a2 blanques peó · b2 blanques peó · c2 blanques peó · f2 blanques peó · a1 blanques torre · c1 blanques alfil · d1 blanques dama · e1 blanques rei · f1 blanques alfil · g1 blanques torre | a8 negres torre · c8 negres alfil · d8 negres dama · e8 negres rei · f8 negres alfil · h8 negres torre · a7 negres peó · b7 negres peó · f7 negres peó · g7 negres peó · c6 negres cavall · d6 negres peó · e6 negres peó · f6 negres cavall · h6 negres peó · d4 blanques cavall · e4 blanques peó · g4 blanques peó · h4 blanques peó · c3 blanques cavall · a2 blanques peó · b2 blanques peó · c2 blanques peó · f2 blanques peó · a1 blanques torre · c1 blanques alfil · d1 blanques dama · e1 blanques rei · f1 blanques alfil · g1 blanques torre | a8 negres torre · c8 negres alfil · d8 negres dama · e8 negres rei · f8 negres alfil · h8 negres torre · a7 negres peó · b7 negres peó · f7 negres peó · g7 negres peó · c6 negres cavall · d6 negres peó · e6 negres peó · f6 negres cavall · h6 negres peó · d4 blanques cavall · e4 blanques peó · g4 blanques peó · h4 blanques peó · c3 blanques cavall · a2 blanques peó · b2 blanques peó · c2 blanques peó · f2 blanques peó · a1 blanques torre · c1 blanques alfil · d1 blanques dama · e1 blanques rei · f1 blanques alfil · g1 blanques torre | a8 negres torre · c8 negres alfil · d8 negres dama · e8 negres rei · f8 negres alfil · h8 negres torre · a7 negres peó · b7 negres peó · f7 negres peó · g7 negres peó · c6 negres cavall · d6 negres peó · e6 negres peó · f6 negres cavall · h6 negres peó · d4 blanques cavall · e4 blanques peó · g4 blanques peó · h4 blanques peó · c3 blanques cavall · a2 blanques peó · b2 blanques peó · c2 blanques peó · f2 blanques peó · a1 blanques torre · c1 blanques alfil · d1 blanques dama · e1 blanques rei · f1 blanques alfil · g1 blanques torre | a8 negres torre · c8 negres alfil · d8 negres dama · e8 negres rei · f8 negres alfil · h8 negres torre · a7 negres peó · b7 negres peó · f7 negres peó · g7 negres peó · c6 negres cavall · d6 negres peó · e6 negres peó · f6 negres cavall · h6 negres peó · d4 blanques cavall · e4 blanques peó · g4 blanques peó · h4 blanques peó · c3 blanques cavall · a2 blanques peó · b2 blanques peó · c2 blanques peó · f2 blanques peó · a1 blanques torre · c1 blanques alfil · d1 blanques dama · e1 blanques rei · f1 blanques alfil · g1 blanques torre | 8 |
| 7 | a8 negres torre · c8 negres alfil · d8 negres dama · e8 negres rei · f8 negres alfil · h8 negres torre · a7 negres peó · b7 negres peó · f7 negres peó · g7 negres peó · c6 negres cavall · d6 negres peó · e6 negres peó · f6 negres cavall · h6 negres peó · d4 blanques cavall · e4 blanques peó · g4 blanques peó · h4 blanques peó · c3 blanques cavall · a2 blanques peó · b2 blanques peó · c2 blanques peó · f2 blanques peó · a1 blanques torre · c1 blanques alfil · d1 blanques dama · e1 blanques rei · f1 blanques alfil · g1 blanques torre | a8 negres torre · c8 negres alfil · d8 negres dama · e8 negres rei · f8 negres alfil · h8 negres torre · a7 negres peó · b7 negres peó · f7 negres peó · g7 negres peó · c6 negres cavall · d6 negres peó · e6 negres peó · f6 negres cavall · h6 negres peó · d4 blanques cavall · e4 blanques peó · g4 blanques peó · h4 blanques peó · c3 blanques cavall · a2 blanques peó · b2 blanques peó · c2 blanques peó · f2 blanques peó · a1 blanques torre · c1 blanques alfil · d1 blanques dama · e1 blanques rei · f1 blanques alfil · g1 blanques torre | a8 negres torre · c8 negres alfil · d8 negres dama · e8 negres rei · f8 negres alfil · h8 negres torre · a7 negres peó · b7 negres peó · f7 negres peó · g7 negres peó · c6 negres cavall · d6 negres peó · e6 negres peó · f6 negres cavall · h6 negres peó · d4 blanques cavall · e4 blanques peó · g4 blanques peó · h4 blanques peó · c3 blanques cavall · a2 blanques peó · b2 blanques peó · c2 blanques peó · f2 blanques peó · a1 blanques torre · c1 blanques alfil · d1 blanques dama · e1 blanques rei · f1 blanques alfil · g1 blanques torre | a8 negres torre · c8 negres alfil · d8 negres dama · e8 negres rei · f8 negres alfil · h8 negres torre · a7 negres peó · b7 negres peó · f7 negres peó · g7 negres peó · c6 negres cavall · d6 negres peó · e6 negres peó · f6 negres cavall · h6 negres peó · d4 blanques cavall · e4 blanques peó · g4 blanques peó · h4 blanques peó · c3 blanques cavall · a2 blanques peó · b2 blanques peó · c2 blanques peó · f2 blanques peó · a1 blanques torre · c1 blanques alfil · d1 blanques dama · e1 blanques rei · f1 blanques alfil · g1 blanques torre | a8 negres torre · c8 negres alfil · d8 negres dama · e8 negres rei · f8 negres alfil · h8 negres torre · a7 negres peó · b7 negres peó · f7 negres peó · g7 negres peó · c6 negres cavall · d6 negres peó · e6 negres peó · f6 negres cavall · h6 negres peó · d4 blanques cavall · e4 blanques peó · g4 blanques peó · h4 blanques peó · c3 blanques cavall · a2 blanques peó · b2 blanques peó · c2 blanques peó · f2 blanques peó · a1 blanques torre · c1 blanques alfil · d1 blanques dama · e1 blanques rei · f1 blanques alfil · g1 blanques torre | a8 negres torre · c8 negres alfil · d8 negres dama · e8 negres rei · f8 negres alfil · h8 negres torre · a7 negres peó · b7 negres peó · f7 negres peó · g7 negres peó · c6 negres cavall · d6 negres peó · e6 negres peó · f6 negres cavall · h6 negres peó · d4 blanques cavall · e4 blanques peó · g4 blanques peó · h4 blanques peó · c3 blanques cavall · a2 blanques peó · b2 blanques peó · c2 blanques peó · f2 blanques peó · a1 blanques torre · c1 blanques alfil · d1 blanques dama · e1 blanques rei · f1 blanques alfil · g1 blanques torre | a8 negres torre · c8 negres alfil · d8 negres dama · e8 negres rei · f8 negres alfil · h8 negres torre · a7 negres peó · b7 negres peó · f7 negres peó · g7 negres peó · c6 negres cavall · d6 negres peó · e6 negres peó · f6 negres cavall · h6 negres peó · d4 blanques cavall · e4 blanques peó · g4 blanques peó · h4 blanques peó · c3 blanques cavall · a2 blanques peó · b2 blanques peó · c2 blanques peó · f2 blanques peó · a1 blanques torre · c1 blanques alfil · d1 blanques dama · e1 blanques rei · f1 blanques alfil · g1 blanques torre | a8 negres torre · c8 negres alfil · d8 negres dama · e8 negres rei · f8 negres alfil · h8 negres torre · a7 negres peó · b7 negres peó · f7 negres peó · g7 negres peó · c6 negres cavall · d6 negres peó · e6 negres peó · f6 negres cavall · h6 negres peó · d4 blanques cavall · e4 blanques peó · g4 blanques peó · h4 blanques peó · c3 blanques cavall · a2 blanques peó · b2 blanques peó · c2 blanques peó · f2 blanques peó · a1 blanques torre · c1 blanques alfil · d1 blanques dama · e1 blanques rei · f1 blanques alfil · g1 blanques torre | 7 |
| 6 | a8 negres torre · c8 negres alfil · d8 negres dama · e8 negres rei · f8 negres alfil · h8 negres torre · a7 negres peó · b7 negres peó · f7 negres peó · g7 negres peó · c6 negres cavall · d6 negres peó · e6 negres peó · f6 negres cavall · h6 negres peó · d4 blanques cavall · e4 blanques peó · g4 blanques peó · h4 blanques peó · c3 blanques cavall · a2 blanques peó · b2 blanques peó · c2 blanques peó · f2 blanques peó · a1 blanques torre · c1 blanques alfil · d1 blanques dama · e1 blanques rei · f1 blanques alfil · g1 blanques torre | a8 negres torre · c8 negres alfil · d8 negres dama · e8 negres rei · f8 negres alfil · h8 negres torre · a7 negres peó · b7 negres peó · f7 negres peó · g7 negres peó · c6 negres cavall · d6 negres peó · e6 negres peó · f6 negres cavall · h6 negres peó · d4 blanques cavall · e4 blanques peó · g4 blanques peó · h4 blanques peó · c3 blanques cavall · a2 blanques peó · b2 blanques peó · c2 blanques peó · f2 blanques peó · a1 blanques torre · c1 blanques alfil · d1 blanques dama · e1 blanques rei · f1 blanques alfil · g1 blanques torre | a8 negres torre · c8 negres alfil · d8 negres dama · e8 negres rei · f8 negres alfil · h8 negres torre · a7 negres peó · b7 negres peó · f7 negres peó · g7 negres peó · c6 negres cavall · d6 negres peó · e6 negres peó · f6 negres cavall · h6 negres peó · d4 blanques cavall · e4 blanques peó · g4 blanques peó · h4 blanques peó · c3 blanques cavall · a2 blanques peó · b2 blanques peó · c2 blanques peó · f2 blanques peó · a1 blanques torre · c1 blanques alfil · d1 blanques dama · e1 blanques rei · f1 blanques alfil · g1 blanques torre | a8 negres torre · c8 negres alfil · d8 negres dama · e8 negres rei · f8 negres alfil · h8 negres torre · a7 negres peó · b7 negres peó · f7 negres peó · g7 negres peó · c6 negres cavall · d6 negres peó · e6 negres peó · f6 negres cavall · h6 negres peó · d4 blanques cavall · e4 blanques peó · g4 blanques peó · h4 blanques peó · c3 blanques cavall · a2 blanques peó · b2 blanques peó · c2 blanques peó · f2 blanques peó · a1 blanques torre · c1 blanques alfil · d1 blanques dama · e1 blanques rei · f1 blanques alfil · g1 blanques torre | a8 negres torre · c8 negres alfil · d8 negres dama · e8 negres rei · f8 negres alfil · h8 negres torre · a7 negres peó · b7 negres peó · f7 negres peó · g7 negres peó · c6 negres cavall · d6 negres peó · e6 negres peó · f6 negres cavall · h6 negres peó · d4 blanques cavall · e4 blanques peó · g4 blanques peó · h4 blanques peó · c3 blanques cavall · a2 blanques peó · b2 blanques peó · c2 blanques peó · f2 blanques peó · a1 blanques torre · c1 blanques alfil · d1 blanques dama · e1 blanques rei · f1 blanques alfil · g1 blanques torre | a8 negres torre · c8 negres alfil · d8 negres dama · e8 negres rei · f8 negres alfil · h8 negres torre · a7 negres peó · b7 negres peó · f7 negres peó · g7 negres peó · c6 negres cavall · d6 negres peó · e6 negres peó · f6 negres cavall · h6 negres peó · d4 blanques cavall · e4 blanques peó · g4 blanques peó · h4 blanques peó · c3 blanques cavall · a2 blanques peó · b2 blanques peó · c2 blanques peó · f2 blanques peó · a1 blanques torre · c1 blanques alfil · d1 blanques dama · e1 blanques rei · f1 blanques alfil · g1 blanques torre | a8 negres torre · c8 negres alfil · d8 negres dama · e8 negres rei · f8 negres alfil · h8 negres torre · a7 negres peó · b7 negres peó · f7 negres peó · g7 negres peó · c6 negres cavall · d6 negres peó · e6 negres peó · f6 negres cavall · h6 negres peó · d4 blanques cavall · e4 blanques peó · g4 blanques peó · h4 blanques peó · c3 blanques cavall · a2 blanques peó · b2 blanques peó · c2 blanques peó · f2 blanques peó · a1 blanques torre · c1 blanques alfil · d1 blanques dama · e1 blanques rei · f1 blanques alfil · g1 blanques torre | a8 negres torre · c8 negres alfil · d8 negres dama · e8 negres rei · f8 negres alfil · h8 negres torre · a7 negres peó · b7 negres peó · f7 negres peó · g7 negres peó · c6 negres cavall · d6 negres peó · e6 negres peó · f6 negres cavall · h6 negres peó · d4 blanques cavall · e4 blanques peó · g4 blanques peó · h4 blanques peó · c3 blanques cavall · a2 blanques peó · b2 blanques peó · c2 blanques peó · f2 blanques peó · a1 blanques torre · c1 blanques alfil · d1 blanques dama · e1 blanques rei · f1 blanques alfil · g1 blanques torre | 6 |
| 5 | a8 negres torre · c8 negres alfil · d8 negres dama · e8 negres rei · f8 negres alfil · h8 negres torre · a7 negres peó · b7 negres peó · f7 negres peó · g7 negres peó · c6 negres cavall · d6 negres peó · e6 negres peó · f6 negres cavall · h6 negres peó · d4 blanques cavall · e4 blanques peó · g4 blanques peó · h4 blanques peó · c3 blanques cavall · a2 blanques peó · b2 blanques peó · c2 blanques peó · f2 blanques peó · a1 blanques torre · c1 blanques alfil · d1 blanques dama · e1 blanques rei · f1 blanques alfil · g1 blanques torre | a8 negres torre · c8 negres alfil · d8 negres dama · e8 negres rei · f8 negres alfil · h8 negres torre · a7 negres peó · b7 negres peó · f7 negres peó · g7 negres peó · c6 negres cavall · d6 negres peó · e6 negres peó · f6 negres cavall · h6 negres peó · d4 blanques cavall · e4 blanques peó · g4 blanques peó · h4 blanques peó · c3 blanques cavall · a2 blanques peó · b2 blanques peó · c2 blanques peó · f2 blanques peó · a1 blanques torre · c1 blanques alfil · d1 blanques dama · e1 blanques rei · f1 blanques alfil · g1 blanques torre | a8 negres torre · c8 negres alfil · d8 negres dama · e8 negres rei · f8 negres alfil · h8 negres torre · a7 negres peó · b7 negres peó · f7 negres peó · g7 negres peó · c6 negres cavall · d6 negres peó · e6 negres peó · f6 negres cavall · h6 negres peó · d4 blanques cavall · e4 blanques peó · g4 blanques peó · h4 blanques peó · c3 blanques cavall · a2 blanques peó · b2 blanques peó · c2 blanques peó · f2 blanques peó · a1 blanques torre · c1 blanques alfil · d1 blanques dama · e1 blanques rei · f1 blanques alfil · g1 blanques torre | a8 negres torre · c8 negres alfil · d8 negres dama · e8 negres rei · f8 negres alfil · h8 negres torre · a7 negres peó · b7 negres peó · f7 negres peó · g7 negres peó · c6 negres cavall · d6 negres peó · e6 negres peó · f6 negres cavall · h6 negres peó · d4 blanques cavall · e4 blanques peó · g4 blanques peó · h4 blanques peó · c3 blanques cavall · a2 blanques peó · b2 blanques peó · c2 blanques peó · f2 blanques peó · a1 blanques torre · c1 blanques alfil · d1 blanques dama · e1 blanques rei · f1 blanques alfil · g1 blanques torre | a8 negres torre · c8 negres alfil · d8 negres dama · e8 negres rei · f8 negres alfil · h8 negres torre · a7 negres peó · b7 negres peó · f7 negres peó · g7 negres peó · c6 negres cavall · d6 negres peó · e6 negres peó · f6 negres cavall · h6 negres peó · d4 blanques cavall · e4 blanques peó · g4 blanques peó · h4 blanques peó · c3 blanques cavall · a2 blanques peó · b2 blanques peó · c2 blanques peó · f2 blanques peó · a1 blanques torre · c1 blanques alfil · d1 blanques dama · e1 blanques rei · f1 blanques alfil · g1 blanques torre | a8 negres torre · c8 negres alfil · d8 negres dama · e8 negres rei · f8 negres alfil · h8 negres torre · a7 negres peó · b7 negres peó · f7 negres peó · g7 negres peó · c6 negres cavall · d6 negres peó · e6 negres peó · f6 negres cavall · h6 negres peó · d4 blanques cavall · e4 blanques peó · g4 blanques peó · h4 blanques peó · c3 blanques cavall · a2 blanques peó · b2 blanques peó · c2 blanques peó · f2 blanques peó · a1 blanques torre · c1 blanques alfil · d1 blanques dama · e1 blanques rei · f1 blanques alfil · g1 blanques torre | a8 negres torre · c8 negres alfil · d8 negres dama · e8 negres rei · f8 negres alfil · h8 negres torre · a7 negres peó · b7 negres peó · f7 negres peó · g7 negres peó · c6 negres cavall · d6 negres peó · e6 negres peó · f6 negres cavall · h6 negres peó · d4 blanques cavall · e4 blanques peó · g4 blanques peó · h4 blanques peó · c3 blanques cavall · a2 blanques peó · b2 blanques peó · c2 blanques peó · f2 blanques peó · a1 blanques torre · c1 blanques alfil · d1 blanques dama · e1 blanques rei · f1 blanques alfil · g1 blanques torre | a8 negres torre · c8 negres alfil · d8 negres dama · e8 negres rei · f8 negres alfil · h8 negres torre · a7 negres peó · b7 negres peó · f7 negres peó · g7 negres peó · c6 negres cavall · d6 negres peó · e6 negres peó · f6 negres cavall · h6 negres peó · d4 blanques cavall · e4 blanques peó · g4 blanques peó · h4 blanques peó · c3 blanques cavall · a2 blanques peó · b2 blanques peó · c2 blanques peó · f2 blanques peó · a1 blanques torre · c1 blanques alfil · d1 blanques dama · e1 blanques rei · f1 blanques alfil · g1 blanques torre | 5 |
| 4 | a8 negres torre · c8 negres alfil · d8 negres dama · e8 negres rei · f8 negres alfil · h8 negres torre · a7 negres peó · b7 negres peó · f7 negres peó · g7 negres peó · c6 negres cavall · d6 negres peó · e6 negres peó · f6 negres cavall · h6 negres peó · d4 blanques cavall · e4 blanques peó · g4 blanques peó · h4 blanques peó · c3 blanques cavall · a2 blanques peó · b2 blanques peó · c2 blanques peó · f2 blanques peó · a1 blanques torre · c1 blanques alfil · d1 blanques dama · e1 blanques rei · f1 blanques alfil · g1 blanques torre | a8 negres torre · c8 negres alfil · d8 negres dama · e8 negres rei · f8 negres alfil · h8 negres torre · a7 negres peó · b7 negres peó · f7 negres peó · g7 negres peó · c6 negres cavall · d6 negres peó · e6 negres peó · f6 negres cavall · h6 negres peó · d4 blanques cavall · e4 blanques peó · g4 blanques peó · h4 blanques peó · c3 blanques cavall · a2 blanques peó · b2 blanques peó · c2 blanques peó · f2 blanques peó · a1 blanques torre · c1 blanques alfil · d1 blanques dama · e1 blanques rei · f1 blanques alfil · g1 blanques torre | a8 negres torre · c8 negres alfil · d8 negres dama · e8 negres rei · f8 negres alfil · h8 negres torre · a7 negres peó · b7 negres peó · f7 negres peó · g7 negres peó · c6 negres cavall · d6 negres peó · e6 negres peó · f6 negres cavall · h6 negres peó · d4 blanques cavall · e4 blanques peó · g4 blanques peó · h4 blanques peó · c3 blanques cavall · a2 blanques peó · b2 blanques peó · c2 blanques peó · f2 blanques peó · a1 blanques torre · c1 blanques alfil · d1 blanques dama · e1 blanques rei · f1 blanques alfil · g1 blanques torre | a8 negres torre · c8 negres alfil · d8 negres dama · e8 negres rei · f8 negres alfil · h8 negres torre · a7 negres peó · b7 negres peó · f7 negres peó · g7 negres peó · c6 negres cavall · d6 negres peó · e6 negres peó · f6 negres cavall · h6 negres peó · d4 blanques cavall · e4 blanques peó · g4 blanques peó · h4 blanques peó · c3 blanques cavall · a2 blanques peó · b2 blanques peó · c2 blanques peó · f2 blanques peó · a1 blanques torre · c1 blanques alfil · d1 blanques dama · e1 blanques rei · f1 blanques alfil · g1 blanques torre | a8 negres torre · c8 negres alfil · d8 negres dama · e8 negres rei · f8 negres alfil · h8 negres torre · a7 negres peó · b7 negres peó · f7 negres peó · g7 negres peó · c6 negres cavall · d6 negres peó · e6 negres peó · f6 negres cavall · h6 negres peó · d4 blanques cavall · e4 blanques peó · g4 blanques peó · h4 blanques peó · c3 blanques cavall · a2 blanques peó · b2 blanques peó · c2 blanques peó · f2 blanques peó · a1 blanques torre · c1 blanques alfil · d1 blanques dama · e1 blanques rei · f1 blanques alfil · g1 blanques torre | a8 negres torre · c8 negres alfil · d8 negres dama · e8 negres rei · f8 negres alfil · h8 negres torre · a7 negres peó · b7 negres peó · f7 negres peó · g7 negres peó · c6 negres cavall · d6 negres peó · e6 negres peó · f6 negres cavall · h6 negres peó · d4 blanques cavall · e4 blanques peó · g4 blanques peó · h4 blanques peó · c3 blanques cavall · a2 blanques peó · b2 blanques peó · c2 blanques peó · f2 blanques peó · a1 blanques torre · c1 blanques alfil · d1 blanques dama · e1 blanques rei · f1 blanques alfil · g1 blanques torre | a8 negres torre · c8 negres alfil · d8 negres dama · e8 negres rei · f8 negres alfil · h8 negres torre · a7 negres peó · b7 negres peó · f7 negres peó · g7 negres peó · c6 negres cavall · d6 negres peó · e6 negres peó · f6 negres cavall · h6 negres peó · d4 blanques cavall · e4 blanques peó · g4 blanques peó · h4 blanques peó · c3 blanques cavall · a2 blanques peó · b2 blanques peó · c2 blanques peó · f2 blanques peó · a1 blanques torre · c1 blanques alfil · d1 blanques dama · e1 blanques rei · f1 blanques alfil · g1 blanques torre | a8 negres torre · c8 negres alfil · d8 negres dama · e8 negres rei · f8 negres alfil · h8 negres torre · a7 negres peó · b7 negres peó · f7 negres peó · g7 negres peó · c6 negres cavall · d6 negres peó · e6 negres peó · f6 negres cavall · h6 negres peó · d4 blanques cavall · e4 blanques peó · g4 blanques peó · h4 blanques peó · c3 blanques cavall · a2 blanques peó · b2 blanques peó · c2 blanques peó · f2 blanques peó · a1 blanques torre · c1 blanques alfil · d1 blanques dama · e1 blanques rei · f1 blanques alfil · g1 blanques torre | 4 |
| 3 | a8 negres torre · c8 negres alfil · d8 negres dama · e8 negres rei · f8 negres alfil · h8 negres torre · a7 negres peó · b7 negres peó · f7 negres peó · g7 negres peó · c6 negres cavall · d6 negres peó · e6 negres peó · f6 negres cavall · h6 negres peó · d4 blanques cavall · e4 blanques peó · g4 blanques peó · h4 blanques peó · c3 blanques cavall · a2 blanques peó · b2 blanques peó · c2 blanques peó · f2 blanques peó · a1 blanques torre · c1 blanques alfil · d1 blanques dama · e1 blanques rei · f1 blanques alfil · g1 blanques torre | a8 negres torre · c8 negres alfil · d8 negres dama · e8 negres rei · f8 negres alfil · h8 negres torre · a7 negres peó · b7 negres peó · f7 negres peó · g7 negres peó · c6 negres cavall · d6 negres peó · e6 negres peó · f6 negres cavall · h6 negres peó · d4 blanques cavall · e4 blanques peó · g4 blanques peó · h4 blanques peó · c3 blanques cavall · a2 blanques peó · b2 blanques peó · c2 blanques peó · f2 blanques peó · a1 blanques torre · c1 blanques alfil · d1 blanques dama · e1 blanques rei · f1 blanques alfil · g1 blanques torre | a8 negres torre · c8 negres alfil · d8 negres dama · e8 negres rei · f8 negres alfil · h8 negres torre · a7 negres peó · b7 negres peó · f7 negres peó · g7 negres peó · c6 negres cavall · d6 negres peó · e6 negres peó · f6 negres cavall · h6 negres peó · d4 blanques cavall · e4 blanques peó · g4 blanques peó · h4 blanques peó · c3 blanques cavall · a2 blanques peó · b2 blanques peó · c2 blanques peó · f2 blanques peó · a1 blanques torre · c1 blanques alfil · d1 blanques dama · e1 blanques rei · f1 blanques alfil · g1 blanques torre | a8 negres torre · c8 negres alfil · d8 negres dama · e8 negres rei · f8 negres alfil · h8 negres torre · a7 negres peó · b7 negres peó · f7 negres peó · g7 negres peó · c6 negres cavall · d6 negres peó · e6 negres peó · f6 negres cavall · h6 negres peó · d4 blanques cavall · e4 blanques peó · g4 blanques peó · h4 blanques peó · c3 blanques cavall · a2 blanques peó · b2 blanques peó · c2 blanques peó · f2 blanques peó · a1 blanques torre · c1 blanques alfil · d1 blanques dama · e1 blanques rei · f1 blanques alfil · g1 blanques torre | a8 negres torre · c8 negres alfil · d8 negres dama · e8 negres rei · f8 negres alfil · h8 negres torre · a7 negres peó · b7 negres peó · f7 negres peó · g7 negres peó · c6 negres cavall · d6 negres peó · e6 negres peó · f6 negres cavall · h6 negres peó · d4 blanques cavall · e4 blanques peó · g4 blanques peó · h4 blanques peó · c3 blanques cavall · a2 blanques peó · b2 blanques peó · c2 blanques peó · f2 blanques peó · a1 blanques torre · c1 blanques alfil · d1 blanques dama · e1 blanques rei · f1 blanques alfil · g1 blanques torre | a8 negres torre · c8 negres alfil · d8 negres dama · e8 negres rei · f8 negres alfil · h8 negres torre · a7 negres peó · b7 negres peó · f7 negres peó · g7 negres peó · c6 negres cavall · d6 negres peó · e6 negres peó · f6 negres cavall · h6 negres peó · d4 blanques cavall · e4 blanques peó · g4 blanques peó · h4 blanques peó · c3 blanques cavall · a2 blanques peó · b2 blanques peó · c2 blanques peó · f2 blanques peó · a1 blanques torre · c1 blanques alfil · d1 blanques dama · e1 blanques rei · f1 blanques alfil · g1 blanques torre | a8 negres torre · c8 negres alfil · d8 negres dama · e8 negres rei · f8 negres alfil · h8 negres torre · a7 negres peó · b7 negres peó · f7 negres peó · g7 negres peó · c6 negres cavall · d6 negres peó · e6 negres peó · f6 negres cavall · h6 negres peó · d4 blanques cavall · e4 blanques peó · g4 blanques peó · h4 blanques peó · c3 blanques cavall · a2 blanques peó · b2 blanques peó · c2 blanques peó · f2 blanques peó · a1 blanques torre · c1 blanques alfil · d1 blanques dama · e1 blanques rei · f1 blanques alfil · g1 blanques torre | a8 negres torre · c8 negres alfil · d8 negres dama · e8 negres rei · f8 negres alfil · h8 negres torre · a7 negres peó · b7 negres peó · f7 negres peó · g7 negres peó · c6 negres cavall · d6 negres peó · e6 negres peó · f6 negres cavall · h6 negres peó · d4 blanques cavall · e4 blanques peó · g4 blanques peó · h4 blanques peó · c3 blanques cavall · a2 blanques peó · b2 blanques peó · c2 blanques peó · f2 blanques peó · a1 blanques torre · c1 blanques alfil · d1 blanques dama · e1 blanques rei · f1 blanques alfil · g1 blanques torre | 3 |
| 2 | a8 negres torre · c8 negres alfil · d8 negres dama · e8 negres rei · f8 negres alfil · h8 negres torre · a7 negres peó · b7 negres peó · f7 negres peó · g7 negres peó · c6 negres cavall · d6 negres peó · e6 negres peó · f6 negres cavall · h6 negres peó · d4 blanques cavall · e4 blanques peó · g4 blanques peó · h4 blanques peó · c3 blanques cavall · a2 blanques peó · b2 blanques peó · c2 blanques peó · f2 blanques peó · a1 blanques torre · c1 blanques alfil · d1 blanques dama · e1 blanques rei · f1 blanques alfil · g1 blanques torre | a8 negres torre · c8 negres alfil · d8 negres dama · e8 negres rei · f8 negres alfil · h8 negres torre · a7 negres peó · b7 negres peó · f7 negres peó · g7 negres peó · c6 negres cavall · d6 negres peó · e6 negres peó · f6 negres cavall · h6 negres peó · d4 blanques cavall · e4 blanques peó · g4 blanques peó · h4 blanques peó · c3 blanques cavall · a2 blanques peó · b2 blanques peó · c2 blanques peó · f2 blanques peó · a1 blanques torre · c1 blanques alfil · d1 blanques dama · e1 blanques rei · f1 blanques alfil · g1 blanques torre | a8 negres torre · c8 negres alfil · d8 negres dama · e8 negres rei · f8 negres alfil · h8 negres torre · a7 negres peó · b7 negres peó · f7 negres peó · g7 negres peó · c6 negres cavall · d6 negres peó · e6 negres peó · f6 negres cavall · h6 negres peó · d4 blanques cavall · e4 blanques peó · g4 blanques peó · h4 blanques peó · c3 blanques cavall · a2 blanques peó · b2 blanques peó · c2 blanques peó · f2 blanques peó · a1 blanques torre · c1 blanques alfil · d1 blanques dama · e1 blanques rei · f1 blanques alfil · g1 blanques torre | a8 negres torre · c8 negres alfil · d8 negres dama · e8 negres rei · f8 negres alfil · h8 negres torre · a7 negres peó · b7 negres peó · f7 negres peó · g7 negres peó · c6 negres cavall · d6 negres peó · e6 negres peó · f6 negres cavall · h6 negres peó · d4 blanques cavall · e4 blanques peó · g4 blanques peó · h4 blanques peó · c3 blanques cavall · a2 blanques peó · b2 blanques peó · c2 blanques peó · f2 blanques peó · a1 blanques torre · c1 blanques alfil · d1 blanques dama · e1 blanques rei · f1 blanques alfil · g1 blanques torre | a8 negres torre · c8 negres alfil · d8 negres dama · e8 negres rei · f8 negres alfil · h8 negres torre · a7 negres peó · b7 negres peó · f7 negres peó · g7 negres peó · c6 negres cavall · d6 negres peó · e6 negres peó · f6 negres cavall · h6 negres peó · d4 blanques cavall · e4 blanques peó · g4 blanques peó · h4 blanques peó · c3 blanques cavall · a2 blanques peó · b2 blanques peó · c2 blanques peó · f2 blanques peó · a1 blanques torre · c1 blanques alfil · d1 blanques dama · e1 blanques rei · f1 blanques alfil · g1 blanques torre | a8 negres torre · c8 negres alfil · d8 negres dama · e8 negres rei · f8 negres alfil · h8 negres torre · a7 negres peó · b7 negres peó · f7 negres peó · g7 negres peó · c6 negres cavall · d6 negres peó · e6 negres peó · f6 negres cavall · h6 negres peó · d4 blanques cavall · e4 blanques peó · g4 blanques peó · h4 blanques peó · c3 blanques cavall · a2 blanques peó · b2 blanques peó · c2 blanques peó · f2 blanques peó · a1 blanques torre · c1 blanques alfil · d1 blanques dama · e1 blanques rei · f1 blanques alfil · g1 blanques torre | a8 negres torre · c8 negres alfil · d8 negres dama · e8 negres rei · f8 negres alfil · h8 negres torre · a7 negres peó · b7 negres peó · f7 negres peó · g7 negres peó · c6 negres cavall · d6 negres peó · e6 negres peó · f6 negres cavall · h6 negres peó · d4 blanques cavall · e4 blanques peó · g4 blanques peó · h4 blanques peó · c3 blanques cavall · a2 blanques peó · b2 blanques peó · c2 blanques peó · f2 blanques peó · a1 blanques torre · c1 blanques alfil · d1 blanques dama · e1 blanques rei · f1 blanques alfil · g1 blanques torre | a8 negres torre · c8 negres alfil · d8 negres dama · e8 negres rei · f8 negres alfil · h8 negres torre · a7 negres peó · b7 negres peó · f7 negres peó · g7 negres peó · c6 negres cavall · d6 negres peó · e6 negres peó · f6 negres cavall · h6 negres peó · d4 blanques cavall · e4 blanques peó · g4 blanques peó · h4 blanques peó · c3 blanques cavall · a2 blanques peó · b2 blanques peó · c2 blanques peó · f2 blanques peó · a1 blanques torre · c1 blanques alfil · d1 blanques dama · e1 blanques rei · f1 blanques alfil · g1 blanques torre | 2 |
| 1 | a8 negres torre · c8 negres alfil · d8 negres dama · e8 negres rei · f8 negres alfil · h8 negres torre · a7 negres peó · b7 negres peó · f7 negres peó · g7 negres peó · c6 negres cavall · d6 negres peó · e6 negres peó · f6 negres cavall · h6 negres peó · d4 blanques cavall · e4 blanques peó · g4 blanques peó · h4 blanques peó · c3 blanques cavall · a2 blanques peó · b2 blanques peó · c2 blanques peó · f2 blanques peó · a1 blanques torre · c1 blanques alfil · d1 blanques dama · e1 blanques rei · f1 blanques alfil · g1 blanques torre | a8 negres torre · c8 negres alfil · d8 negres dama · e8 negres rei · f8 negres alfil · h8 negres torre · a7 negres peó · b7 negres peó · f7 negres peó · g7 negres peó · c6 negres cavall · d6 negres peó · e6 negres peó · f6 negres cavall · h6 negres peó · d4 blanques cavall · e4 blanques peó · g4 blanques peó · h4 blanques peó · c3 blanques cavall · a2 blanques peó · b2 blanques peó · c2 blanques peó · f2 blanques peó · a1 blanques torre · c1 blanques alfil · d1 blanques dama · e1 blanques rei · f1 blanques alfil · g1 blanques torre | a8 negres torre · c8 negres alfil · d8 negres dama · e8 negres rei · f8 negres alfil · h8 negres torre · a7 negres peó · b7 negres peó · f7 negres peó · g7 negres peó · c6 negres cavall · d6 negres peó · e6 negres peó · f6 negres cavall · h6 negres peó · d4 blanques cavall · e4 blanques peó · g4 blanques peó · h4 blanques peó · c3 blanques cavall · a2 blanques peó · b2 blanques peó · c2 blanques peó · f2 blanques peó · a1 blanques torre · c1 blanques alfil · d1 blanques dama · e1 blanques rei · f1 blanques alfil · g1 blanques torre | a8 negres torre · c8 negres alfil · d8 negres dama · e8 negres rei · f8 negres alfil · h8 negres torre · a7 negres peó · b7 negres peó · f7 negres peó · g7 negres peó · c6 negres cavall · d6 negres peó · e6 negres peó · f6 negres cavall · h6 negres peó · d4 blanques cavall · e4 blanques peó · g4 blanques peó · h4 blanques peó · c3 blanques cavall · a2 blanques peó · b2 blanques peó · c2 blanques peó · f2 blanques peó · a1 blanques torre · c1 blanques alfil · d1 blanques dama · e1 blanques rei · f1 blanques alfil · g1 blanques torre | a8 negres torre · c8 negres alfil · d8 negres dama · e8 negres rei · f8 negres alfil · h8 negres torre · a7 negres peó · b7 negres peó · f7 negres peó · g7 negres peó · c6 negres cavall · d6 negres peó · e6 negres peó · f6 negres cavall · h6 negres peó · d4 blanques cavall · e4 blanques peó · g4 blanques peó · h4 blanques peó · c3 blanques cavall · a2 blanques peó · b2 blanques peó · c2 blanques peó · f2 blanques peó · a1 blanques torre · c1 blanques alfil · d1 blanques dama · e1 blanques rei · f1 blanques alfil · g1 blanques torre | a8 negres torre · c8 negres alfil · d8 negres dama · e8 negres rei · f8 negres alfil · h8 negres torre · a7 negres peó · b7 negres peó · f7 negres peó · g7 negres peó · c6 negres cavall · d6 negres peó · e6 negres peó · f6 negres cavall · h6 negres peó · d4 blanques cavall · e4 blanques peó · g4 blanques peó · h4 blanques peó · c3 blanques cavall · a2 blanques peó · b2 blanques peó · c2 blanques peó · f2 blanques peó · a1 blanques torre · c1 blanques alfil · d1 blanques dama · e1 blanques rei · f1 blanques alfil · g1 blanques torre | a8 negres torre · c8 negres alfil · d8 negres dama · e8 negres rei · f8 negres alfil · h8 negres torre · a7 negres peó · b7 negres peó · f7 negres peó · g7 negres peó · c6 negres cavall · d6 negres peó · e6 negres peó · f6 negres cavall · h6 negres peó · d4 blanques cavall · e4 blanques peó · g4 blanques peó · h4 blanques peó · c3 blanques cavall · a2 blanques peó · b2 blanques peó · c2 blanques peó · f2 blanques peó · a1 blanques torre · c1 blanques alfil · d1 blanques dama · e1 blanques rei · f1 blanques alfil · g1 blanques torre | a8 negres torre · c8 negres alfil · d8 negres dama · e8 negres rei · f8 negres alfil · h8 negres torre · a7 negres peó · b7 negres peó · f7 negres peó · g7 negres peó · c6 negres cavall · d6 negres peó · e6 negres peó · f6 negres cavall · h6 negres peó · d4 blanques cavall · e4 blanques peó · g4 blanques peó · h4 blanques peó · c3 blanques cavall · a2 blanques peó · b2 blanques peó · c2 blanques peó · f2 blanques peó · a1 blanques torre · c1 blanques alfil · d1 blanques dama · e1 blanques rei · f1 blanques alfil · g1 blanques torre | 1 |
|   | a | b | c | d | e | f | g | h |   |

Les blanques tenen diferents maneres d'esquema d'atac acceptables, però una de les considerades més perilloses és l'atac Keres, en honor del Gran Mestre Paul Keres, que va continuar amb 6. g4. Aquest movimenta agafa avantatge pel fet que 5...e6 obstaculitza l'alfil de les negres pel control de la casella de g4, i planeja forçar portar el cavall a f6, les negres només desenvolupen peces, per amenaçar i forçar a les negres en posició passiva. També fan que les blanques es llancin per un atac al flanc de rei. Les negres normalment continuen amb 6... h6 per para l'expensió de les blanques. Prèviament jugades com 6...Cc6 o 6...a6 eren també recomanables per les negres però a la pràctica han demostrat que l'ofensiva de les blanques és massa perillosa per ser ignorada. 7. h4 és la més forta i popular. 7.g5 hxg5 8.Axg5 Cc6 9.Dd2 Db6 10.Cb3 a6 11.0-0-0 Ad7 12.h4 dona a les blanques igualtat a la partida com a molt. 7... Cc6 8. Tg1 (diagrama) i aquí les negres tenen dues principals línies a escollir: 
- 8... d5 9.Ab5 Ad7 10.exd5 Cxd5 11.Cxd5 exd5 12.De2+ Ae7 13.Cf5 Axf5 14.gxf5 Rf8 15.Ae3 Da5+
- 8... h5 9.gxh5 Cxh5 10.Ag5 Cf6 11.Dd2

les dues opcions possiblement dona a les blanques lleugera avantatge.

## Variant Clàssica: 6.Ae2
|   | a | b | c | d | e | f | g | h |   |
| 8 | a8 negres torre · c8 negres alfil · e8 negres torre · g8 negres rei · b7 negres peó · c7 negres dama · e7 negres alfil · f7 negres peó · g7 negres peó · h7 negres peó · a6 negres peó · c6 negres cavall · d6 negres peó · e6 negres peó · f6 negres cavall · a4 blanques peó · d4 blanques cavall · e4 blanques peó · f4 blanques peó · c3 blanques cavall · e3 blanques alfil · f3 blanques alfil · b2 blanques peó · c2 blanques peó · g2 blanques peó · h2 blanques peó · a1 blanques torre · d1 blanques dama · f1 blanques torre · h1 blanques rei | a8 negres torre · c8 negres alfil · e8 negres torre · g8 negres rei · b7 negres peó · c7 negres dama · e7 negres alfil · f7 negres peó · g7 negres peó · h7 negres peó · a6 negres peó · c6 negres cavall · d6 negres peó · e6 negres peó · f6 negres cavall · a4 blanques peó · d4 blanques cavall · e4 blanques peó · f4 blanques peó · c3 blanques cavall · e3 blanques alfil · f3 blanques alfil · b2 blanques peó · c2 blanques peó · g2 blanques peó · h2 blanques peó · a1 blanques torre · d1 blanques dama · f1 blanques torre · h1 blanques rei | a8 negres torre · c8 negres alfil · e8 negres torre · g8 negres rei · b7 negres peó · c7 negres dama · e7 negres alfil · f7 negres peó · g7 negres peó · h7 negres peó · a6 negres peó · c6 negres cavall · d6 negres peó · e6 negres peó · f6 negres cavall · a4 blanques peó · d4 blanques cavall · e4 blanques peó · f4 blanques peó · c3 blanques cavall · e3 blanques alfil · f3 blanques alfil · b2 blanques peó · c2 blanques peó · g2 blanques peó · h2 blanques peó · a1 blanques torre · d1 blanques dama · f1 blanques torre · h1 blanques rei | a8 negres torre · c8 negres alfil · e8 negres torre · g8 negres rei · b7 negres peó · c7 negres dama · e7 negres alfil · f7 negres peó · g7 negres peó · h7 negres peó · a6 negres peó · c6 negres cavall · d6 negres peó · e6 negres peó · f6 negres cavall · a4 blanques peó · d4 blanques cavall · e4 blanques peó · f4 blanques peó · c3 blanques cavall · e3 blanques alfil · f3 blanques alfil · b2 blanques peó · c2 blanques peó · g2 blanques peó · h2 blanques peó · a1 blanques torre · d1 blanques dama · f1 blanques torre · h1 blanques rei | a8 negres torre · c8 negres alfil · e8 negres torre · g8 negres rei · b7 negres peó · c7 negres dama · e7 negres alfil · f7 negres peó · g7 negres peó · h7 negres peó · a6 negres peó · c6 negres cavall · d6 negres peó · e6 negres peó · f6 negres cavall · a4 blanques peó · d4 blanques cavall · e4 blanques peó · f4 blanques peó · c3 blanques cavall · e3 blanques alfil · f3 blanques alfil · b2 blanques peó · c2 blanques peó · g2 blanques peó · h2 blanques peó · a1 blanques torre · d1 blanques dama · f1 blanques torre · h1 blanques rei | a8 negres torre · c8 negres alfil · e8 negres torre · g8 negres rei · b7 negres peó · c7 negres dama · e7 negres alfil · f7 negres peó · g7 negres peó · h7 negres peó · a6 negres peó · c6 negres cavall · d6 negres peó · e6 negres peó · f6 negres cavall · a4 blanques peó · d4 blanques cavall · e4 blanques peó · f4 blanques peó · c3 blanques cavall · e3 blanques alfil · f3 blanques alfil · b2 blanques peó · c2 blanques peó · g2 blanques peó · h2 blanques peó · a1 blanques torre · d1 blanques dama · f1 blanques torre · h1 blanques rei | a8 negres torre · c8 negres alfil · e8 negres torre · g8 negres rei · b7 negres peó · c7 negres dama · e7 negres alfil · f7 negres peó · g7 negres peó · h7 negres peó · a6 negres peó · c6 negres cavall · d6 negres peó · e6 negres peó · f6 negres cavall · a4 blanques peó · d4 blanques cavall · e4 blanques peó · f4 blanques peó · c3 blanques cavall · e3 blanques alfil · f3 blanques alfil · b2 blanques peó · c2 blanques peó · g2 blanques peó · h2 blanques peó · a1 blanques torre · d1 blanques dama · f1 blanques torre · h1 blanques rei | a8 negres torre · c8 negres alfil · e8 negres torre · g8 negres rei · b7 negres peó · c7 negres dama · e7 negres alfil · f7 negres peó · g7 negres peó · h7 negres peó · a6 negres peó · c6 negres cavall · d6 negres peó · e6 negres peó · f6 negres cavall · a4 blanques peó · d4 blanques cavall · e4 blanques peó · f4 blanques peó · c3 blanques cavall · e3 blanques alfil · f3 blanques alfil · b2 blanques peó · c2 blanques peó · g2 blanques peó · h2 blanques peó · a1 blanques torre · d1 blanques dama · f1 blanques torre · h1 blanques rei | 8 |
| 7 | a8 negres torre · c8 negres alfil · e8 negres torre · g8 negres rei · b7 negres peó · c7 negres dama · e7 negres alfil · f7 negres peó · g7 negres peó · h7 negres peó · a6 negres peó · c6 negres cavall · d6 negres peó · e6 negres peó · f6 negres cavall · a4 blanques peó · d4 blanques cavall · e4 blanques peó · f4 blanques peó · c3 blanques cavall · e3 blanques alfil · f3 blanques alfil · b2 blanques peó · c2 blanques peó · g2 blanques peó · h2 blanques peó · a1 blanques torre · d1 blanques dama · f1 blanques torre · h1 blanques rei | a8 negres torre · c8 negres alfil · e8 negres torre · g8 negres rei · b7 negres peó · c7 negres dama · e7 negres alfil · f7 negres peó · g7 negres peó · h7 negres peó · a6 negres peó · c6 negres cavall · d6 negres peó · e6 negres peó · f6 negres cavall · a4 blanques peó · d4 blanques cavall · e4 blanques peó · f4 blanques peó · c3 blanques cavall · e3 blanques alfil · f3 blanques alfil · b2 blanques peó · c2 blanques peó · g2 blanques peó · h2 blanques peó · a1 blanques torre · d1 blanques dama · f1 blanques torre · h1 blanques rei | a8 negres torre · c8 negres alfil · e8 negres torre · g8 negres rei · b7 negres peó · c7 negres dama · e7 negres alfil · f7 negres peó · g7 negres peó · h7 negres peó · a6 negres peó · c6 negres cavall · d6 negres peó · e6 negres peó · f6 negres cavall · a4 blanques peó · d4 blanques cavall · e4 blanques peó · f4 blanques peó · c3 blanques cavall · e3 blanques alfil · f3 blanques alfil · b2 blanques peó · c2 blanques peó · g2 blanques peó · h2 blanques peó · a1 blanques torre · d1 blanques dama · f1 blanques torre · h1 blanques rei | a8 negres torre · c8 negres alfil · e8 negres torre · g8 negres rei · b7 negres peó · c7 negres dama · e7 negres alfil · f7 negres peó · g7 negres peó · h7 negres peó · a6 negres peó · c6 negres cavall · d6 negres peó · e6 negres peó · f6 negres cavall · a4 blanques peó · d4 blanques cavall · e4 blanques peó · f4 blanques peó · c3 blanques cavall · e3 blanques alfil · f3 blanques alfil · b2 blanques peó · c2 blanques peó · g2 blanques peó · h2 blanques peó · a1 blanques torre · d1 blanques dama · f1 blanques torre · h1 blanques rei | a8 negres torre · c8 negres alfil · e8 negres torre · g8 negres rei · b7 negres peó · c7 negres dama · e7 negres alfil · f7 negres peó · g7 negres peó · h7 negres peó · a6 negres peó · c6 negres cavall · d6 negres peó · e6 negres peó · f6 negres cavall · a4 blanques peó · d4 blanques cavall · e4 blanques peó · f4 blanques peó · c3 blanques cavall · e3 blanques alfil · f3 blanques alfil · b2 blanques peó · c2 blanques peó · g2 blanques peó · h2 blanques peó · a1 blanques torre · d1 blanques dama · f1 blanques torre · h1 blanques rei | a8 negres torre · c8 negres alfil · e8 negres torre · g8 negres rei · b7 negres peó · c7 negres dama · e7 negres alfil · f7 negres peó · g7 negres peó · h7 negres peó · a6 negres peó · c6 negres cavall · d6 negres peó · e6 negres peó · f6 negres cavall · a4 blanques peó · d4 blanques cavall · e4 blanques peó · f4 blanques peó · c3 blanques cavall · e3 blanques alfil · f3 blanques alfil · b2 blanques peó · c2 blanques peó · g2 blanques peó · h2 blanques peó · a1 blanques torre · d1 blanques dama · f1 blanques torre · h1 blanques rei | a8 negres torre · c8 negres alfil · e8 negres torre · g8 negres rei · b7 negres peó · c7 negres dama · e7 negres alfil · f7 negres peó · g7 negres peó · h7 negres peó · a6 negres peó · c6 negres cavall · d6 negres peó · e6 negres peó · f6 negres cavall · a4 blanques peó · d4 blanques cavall · e4 blanques peó · f4 blanques peó · c3 blanques cavall · e3 blanques alfil · f3 blanques alfil · b2 blanques peó · c2 blanques peó · g2 blanques peó · h2 blanques peó · a1 blanques torre · d1 blanques dama · f1 blanques torre · h1 blanques rei | a8 negres torre · c8 negres alfil · e8 negres torre · g8 negres rei · b7 negres peó · c7 negres dama · e7 negres alfil · f7 negres peó · g7 negres peó · h7 negres peó · a6 negres peó · c6 negres cavall · d6 negres peó · e6 negres peó · f6 negres cavall · a4 blanques peó · d4 blanques cavall · e4 blanques peó · f4 blanques peó · c3 blanques cavall · e3 blanques alfil · f3 blanques alfil · b2 blanques peó · c2 blanques peó · g2 blanques peó · h2 blanques peó · a1 blanques torre · d1 blanques dama · f1 blanques torre · h1 blanques rei | 7 |
| 6 | a8 negres torre · c8 negres alfil · e8 negres torre · g8 negres rei · b7 negres peó · c7 negres dama · e7 negres alfil · f7 negres peó · g7 negres peó · h7 negres peó · a6 negres peó · c6 negres cavall · d6 negres peó · e6 negres peó · f6 negres cavall · a4 blanques peó · d4 blanques cavall · e4 blanques peó · f4 blanques peó · c3 blanques cavall · e3 blanques alfil · f3 blanques alfil · b2 blanques peó · c2 blanques peó · g2 blanques peó · h2 blanques peó · a1 blanques torre · d1 blanques dama · f1 blanques torre · h1 blanques rei | a8 negres torre · c8 negres alfil · e8 negres torre · g8 negres rei · b7 negres peó · c7 negres dama · e7 negres alfil · f7 negres peó · g7 negres peó · h7 negres peó · a6 negres peó · c6 negres cavall · d6 negres peó · e6 negres peó · f6 negres cavall · a4 blanques peó · d4 blanques cavall · e4 blanques peó · f4 blanques peó · c3 blanques cavall · e3 blanques alfil · f3 blanques alfil · b2 blanques peó · c2 blanques peó · g2 blanques peó · h2 blanques peó · a1 blanques torre · d1 blanques dama · f1 blanques torre · h1 blanques rei | a8 negres torre · c8 negres alfil · e8 negres torre · g8 negres rei · b7 negres peó · c7 negres dama · e7 negres alfil · f7 negres peó · g7 negres peó · h7 negres peó · a6 negres peó · c6 negres cavall · d6 negres peó · e6 negres peó · f6 negres cavall · a4 blanques peó · d4 blanques cavall · e4 blanques peó · f4 blanques peó · c3 blanques cavall · e3 blanques alfil · f3 blanques alfil · b2 blanques peó · c2 blanques peó · g2 blanques peó · h2 blanques peó · a1 blanques torre · d1 blanques dama · f1 blanques torre · h1 blanques rei | a8 negres torre · c8 negres alfil · e8 negres torre · g8 negres rei · b7 negres peó · c7 negres dama · e7 negres alfil · f7 negres peó · g7 negres peó · h7 negres peó · a6 negres peó · c6 negres cavall · d6 negres peó · e6 negres peó · f6 negres cavall · a4 blanques peó · d4 blanques cavall · e4 blanques peó · f4 blanques peó · c3 blanques cavall · e3 blanques alfil · f3 blanques alfil · b2 blanques peó · c2 blanques peó · g2 blanques peó · h2 blanques peó · a1 blanques torre · d1 blanques dama · f1 blanques torre · h1 blanques rei | a8 negres torre · c8 negres alfil · e8 negres torre · g8 negres rei · b7 negres peó · c7 negres dama · e7 negres alfil · f7 negres peó · g7 negres peó · h7 negres peó · a6 negres peó · c6 negres cavall · d6 negres peó · e6 negres peó · f6 negres cavall · a4 blanques peó · d4 blanques cavall · e4 blanques peó · f4 blanques peó · c3 blanques cavall · e3 blanques alfil · f3 blanques alfil · b2 blanques peó · c2 blanques peó · g2 blanques peó · h2 blanques peó · a1 blanques torre · d1 blanques dama · f1 blanques torre · h1 blanques rei | a8 negres torre · c8 negres alfil · e8 negres torre · g8 negres rei · b7 negres peó · c7 negres dama · e7 negres alfil · f7 negres peó · g7 negres peó · h7 negres peó · a6 negres peó · c6 negres cavall · d6 negres peó · e6 negres peó · f6 negres cavall · a4 blanques peó · d4 blanques cavall · e4 blanques peó · f4 blanques peó · c3 blanques cavall · e3 blanques alfil · f3 blanques alfil · b2 blanques peó · c2 blanques peó · g2 blanques peó · h2 blanques peó · a1 blanques torre · d1 blanques dama · f1 blanques torre · h1 blanques rei | a8 negres torre · c8 negres alfil · e8 negres torre · g8 negres rei · b7 negres peó · c7 negres dama · e7 negres alfil · f7 negres peó · g7 negres peó · h7 negres peó · a6 negres peó · c6 negres cavall · d6 negres peó · e6 negres peó · f6 negres cavall · a4 blanques peó · d4 blanques cavall · e4 blanques peó · f4 blanques peó · c3 blanques cavall · e3 blanques alfil · f3 blanques alfil · b2 blanques peó · c2 blanques peó · g2 blanques peó · h2 blanques peó · a1 blanques torre · d1 blanques dama · f1 blanques torre · h1 blanques rei | a8 negres torre · c8 negres alfil · e8 negres torre · g8 negres rei · b7 negres peó · c7 negres dama · e7 negres alfil · f7 negres peó · g7 negres peó · h7 negres peó · a6 negres peó · c6 negres cavall · d6 negres peó · e6 negres peó · f6 negres cavall · a4 blanques peó · d4 blanques cavall · e4 blanques peó · f4 blanques peó · c3 blanques cavall · e3 blanques alfil · f3 blanques alfil · b2 blanques peó · c2 blanques peó · g2 blanques peó · h2 blanques peó · a1 blanques torre · d1 blanques dama · f1 blanques torre · h1 blanques rei | 6 |
| 5 | a8 negres torre · c8 negres alfil · e8 negres torre · g8 negres rei · b7 negres peó · c7 negres dama · e7 negres alfil · f7 negres peó · g7 negres peó · h7 negres peó · a6 negres peó · c6 negres cavall · d6 negres peó · e6 negres peó · f6 negres cavall · a4 blanques peó · d4 blanques cavall · e4 blanques peó · f4 blanques peó · c3 blanques cavall · e3 blanques alfil · f3 blanques alfil · b2 blanques peó · c2 blanques peó · g2 blanques peó · h2 blanques peó · a1 blanques torre · d1 blanques dama · f1 blanques torre · h1 blanques rei | a8 negres torre · c8 negres alfil · e8 negres torre · g8 negres rei · b7 negres peó · c7 negres dama · e7 negres alfil · f7 negres peó · g7 negres peó · h7 negres peó · a6 negres peó · c6 negres cavall · d6 negres peó · e6 negres peó · f6 negres cavall · a4 blanques peó · d4 blanques cavall · e4 blanques peó · f4 blanques peó · c3 blanques cavall · e3 blanques alfil · f3 blanques alfil · b2 blanques peó · c2 blanques peó · g2 blanques peó · h2 blanques peó · a1 blanques torre · d1 blanques dama · f1 blanques torre · h1 blanques rei | a8 negres torre · c8 negres alfil · e8 negres torre · g8 negres rei · b7 negres peó · c7 negres dama · e7 negres alfil · f7 negres peó · g7 negres peó · h7 negres peó · a6 negres peó · c6 negres cavall · d6 negres peó · e6 negres peó · f6 negres cavall · a4 blanques peó · d4 blanques cavall · e4 blanques peó · f4 blanques peó · c3 blanques cavall · e3 blanques alfil · f3 blanques alfil · b2 blanques peó · c2 blanques peó · g2 blanques peó · h2 blanques peó · a1 blanques torre · d1 blanques dama · f1 blanques torre · h1 blanques rei | a8 negres torre · c8 negres alfil · e8 negres torre · g8 negres rei · b7 negres peó · c7 negres dama · e7 negres alfil · f7 negres peó · g7 negres peó · h7 negres peó · a6 negres peó · c6 negres cavall · d6 negres peó · e6 negres peó · f6 negres cavall · a4 blanques peó · d4 blanques cavall · e4 blanques peó · f4 blanques peó · c3 blanques cavall · e3 blanques alfil · f3 blanques alfil · b2 blanques peó · c2 blanques peó · g2 blanques peó · h2 blanques peó · a1 blanques torre · d1 blanques dama · f1 blanques torre · h1 blanques rei | a8 negres torre · c8 negres alfil · e8 negres torre · g8 negres rei · b7 negres peó · c7 negres dama · e7 negres alfil · f7 negres peó · g7 negres peó · h7 negres peó · a6 negres peó · c6 negres cavall · d6 negres peó · e6 negres peó · f6 negres cavall · a4 blanques peó · d4 blanques cavall · e4 blanques peó · f4 blanques peó · c3 blanques cavall · e3 blanques alfil · f3 blanques alfil · b2 blanques peó · c2 blanques peó · g2 blanques peó · h2 blanques peó · a1 blanques torre · d1 blanques dama · f1 blanques torre · h1 blanques rei | a8 negres torre · c8 negres alfil · e8 negres torre · g8 negres rei · b7 negres peó · c7 negres dama · e7 negres alfil · f7 negres peó · g7 negres peó · h7 negres peó · a6 negres peó · c6 negres cavall · d6 negres peó · e6 negres peó · f6 negres cavall · a4 blanques peó · d4 blanques cavall · e4 blanques peó · f4 blanques peó · c3 blanques cavall · e3 blanques alfil · f3 blanques alfil · b2 blanques peó · c2 blanques peó · g2 blanques peó · h2 blanques peó · a1 blanques torre · d1 blanques dama · f1 blanques torre · h1 blanques rei | a8 negres torre · c8 negres alfil · e8 negres torre · g8 negres rei · b7 negres peó · c7 negres dama · e7 negres alfil · f7 negres peó · g7 negres peó · h7 negres peó · a6 negres peó · c6 negres cavall · d6 negres peó · e6 negres peó · f6 negres cavall · a4 blanques peó · d4 blanques cavall · e4 blanques peó · f4 blanques peó · c3 blanques cavall · e3 blanques alfil · f3 blanques alfil · b2 blanques peó · c2 blanques peó · g2 blanques peó · h2 blanques peó · a1 blanques torre · d1 blanques dama · f1 blanques torre · h1 blanques rei | a8 negres torre · c8 negres alfil · e8 negres torre · g8 negres rei · b7 negres peó · c7 negres dama · e7 negres alfil · f7 negres peó · g7 negres peó · h7 negres peó · a6 negres peó · c6 negres cavall · d6 negres peó · e6 negres peó · f6 negres cavall · a4 blanques peó · d4 blanques cavall · e4 blanques peó · f4 blanques peó · c3 blanques cavall · e3 blanques alfil · f3 blanques alfil · b2 blanques peó · c2 blanques peó · g2 blanques peó · h2 blanques peó · a1 blanques torre · d1 blanques dama · f1 blanques torre · h1 blanques rei | 5 |
| 4 | a8 negres torre · c8 negres alfil · e8 negres torre · g8 negres rei · b7 negres peó · c7 negres dama · e7 negres alfil · f7 negres peó · g7 negres peó · h7 negres peó · a6 negres peó · c6 negres cavall · d6 negres peó · e6 negres peó · f6 negres cavall · a4 blanques peó · d4 blanques cavall · e4 blanques peó · f4 blanques peó · c3 blanques cavall · e3 blanques alfil · f3 blanques alfil · b2 blanques peó · c2 blanques peó · g2 blanques peó · h2 blanques peó · a1 blanques torre · d1 blanques dama · f1 blanques torre · h1 blanques rei | a8 negres torre · c8 negres alfil · e8 negres torre · g8 negres rei · b7 negres peó · c7 negres dama · e7 negres alfil · f7 negres peó · g7 negres peó · h7 negres peó · a6 negres peó · c6 negres cavall · d6 negres peó · e6 negres peó · f6 negres cavall · a4 blanques peó · d4 blanques cavall · e4 blanques peó · f4 blanques peó · c3 blanques cavall · e3 blanques alfil · f3 blanques alfil · b2 blanques peó · c2 blanques peó · g2 blanques peó · h2 blanques peó · a1 blanques torre · d1 blanques dama · f1 blanques torre · h1 blanques rei | a8 negres torre · c8 negres alfil · e8 negres torre · g8 negres rei · b7 negres peó · c7 negres dama · e7 negres alfil · f7 negres peó · g7 negres peó · h7 negres peó · a6 negres peó · c6 negres cavall · d6 negres peó · e6 negres peó · f6 negres cavall · a4 blanques peó · d4 blanques cavall · e4 blanques peó · f4 blanques peó · c3 blanques cavall · e3 blanques alfil · f3 blanques alfil · b2 blanques peó · c2 blanques peó · g2 blanques peó · h2 blanques peó · a1 blanques torre · d1 blanques dama · f1 blanques torre · h1 blanques rei | a8 negres torre · c8 negres alfil · e8 negres torre · g8 negres rei · b7 negres peó · c7 negres dama · e7 negres alfil · f7 negres peó · g7 negres peó · h7 negres peó · a6 negres peó · c6 negres cavall · d6 negres peó · e6 negres peó · f6 negres cavall · a4 blanques peó · d4 blanques cavall · e4 blanques peó · f4 blanques peó · c3 blanques cavall · e3 blanques alfil · f3 blanques alfil · b2 blanques peó · c2 blanques peó · g2 blanques peó · h2 blanques peó · a1 blanques torre · d1 blanques dama · f1 blanques torre · h1 blanques rei | a8 negres torre · c8 negres alfil · e8 negres torre · g8 negres rei · b7 negres peó · c7 negres dama · e7 negres alfil · f7 negres peó · g7 negres peó · h7 negres peó · a6 negres peó · c6 negres cavall · d6 negres peó · e6 negres peó · f6 negres cavall · a4 blanques peó · d4 blanques cavall · e4 blanques peó · f4 blanques peó · c3 blanques cavall · e3 blanques alfil · f3 blanques alfil · b2 blanques peó · c2 blanques peó · g2 blanques peó · h2 blanques peó · a1 blanques torre · d1 blanques dama · f1 blanques torre · h1 blanques rei | a8 negres torre · c8 negres alfil · e8 negres torre · g8 negres rei · b7 negres peó · c7 negres dama · e7 negres alfil · f7 negres peó · g7 negres peó · h7 negres peó · a6 negres peó · c6 negres cavall · d6 negres peó · e6 negres peó · f6 negres cavall · a4 blanques peó · d4 blanques cavall · e4 blanques peó · f4 blanques peó · c3 blanques cavall · e3 blanques alfil · f3 blanques alfil · b2 blanques peó · c2 blanques peó · g2 blanques peó · h2 blanques peó · a1 blanques torre · d1 blanques dama · f1 blanques torre · h1 blanques rei | a8 negres torre · c8 negres alfil · e8 negres torre · g8 negres rei · b7 negres peó · c7 negres dama · e7 negres alfil · f7 negres peó · g7 negres peó · h7 negres peó · a6 negres peó · c6 negres cavall · d6 negres peó · e6 negres peó · f6 negres cavall · a4 blanques peó · d4 blanques cavall · e4 blanques peó · f4 blanques peó · c3 blanques cavall · e3 blanques alfil · f3 blanques alfil · b2 blanques peó · c2 blanques peó · g2 blanques peó · h2 blanques peó · a1 blanques torre · d1 blanques dama · f1 blanques torre · h1 blanques rei | a8 negres torre · c8 negres alfil · e8 negres torre · g8 negres rei · b7 negres peó · c7 negres dama · e7 negres alfil · f7 negres peó · g7 negres peó · h7 negres peó · a6 negres peó · c6 negres cavall · d6 negres peó · e6 negres peó · f6 negres cavall · a4 blanques peó · d4 blanques cavall · e4 blanques peó · f4 blanques peó · c3 blanques cavall · e3 blanques alfil · f3 blanques alfil · b2 blanques peó · c2 blanques peó · g2 blanques peó · h2 blanques peó · a1 blanques torre · d1 blanques dama · f1 blanques torre · h1 blanques rei | 4 |
| 3 | a8 negres torre · c8 negres alfil · e8 negres torre · g8 negres rei · b7 negres peó · c7 negres dama · e7 negres alfil · f7 negres peó · g7 negres peó · h7 negres peó · a6 negres peó · c6 negres cavall · d6 negres peó · e6 negres peó · f6 negres cavall · a4 blanques peó · d4 blanques cavall · e4 blanques peó · f4 blanques peó · c3 blanques cavall · e3 blanques alfil · f3 blanques alfil · b2 blanques peó · c2 blanques peó · g2 blanques peó · h2 blanques peó · a1 blanques torre · d1 blanques dama · f1 blanques torre · h1 blanques rei | a8 negres torre · c8 negres alfil · e8 negres torre · g8 negres rei · b7 negres peó · c7 negres dama · e7 negres alfil · f7 negres peó · g7 negres peó · h7 negres peó · a6 negres peó · c6 negres cavall · d6 negres peó · e6 negres peó · f6 negres cavall · a4 blanques peó · d4 blanques cavall · e4 blanques peó · f4 blanques peó · c3 blanques cavall · e3 blanques alfil · f3 blanques alfil · b2 blanques peó · c2 blanques peó · g2 blanques peó · h2 blanques peó · a1 blanques torre · d1 blanques dama · f1 blanques torre · h1 blanques rei | a8 negres torre · c8 negres alfil · e8 negres torre · g8 negres rei · b7 negres peó · c7 negres dama · e7 negres alfil · f7 negres peó · g7 negres peó · h7 negres peó · a6 negres peó · c6 negres cavall · d6 negres peó · e6 negres peó · f6 negres cavall · a4 blanques peó · d4 blanques cavall · e4 blanques peó · f4 blanques peó · c3 blanques cavall · e3 blanques alfil · f3 blanques alfil · b2 blanques peó · c2 blanques peó · g2 blanques peó · h2 blanques peó · a1 blanques torre · d1 blanques dama · f1 blanques torre · h1 blanques rei | a8 negres torre · c8 negres alfil · e8 negres torre · g8 negres rei · b7 negres peó · c7 negres dama · e7 negres alfil · f7 negres peó · g7 negres peó · h7 negres peó · a6 negres peó · c6 negres cavall · d6 negres peó · e6 negres peó · f6 negres cavall · a4 blanques peó · d4 blanques cavall · e4 blanques peó · f4 blanques peó · c3 blanques cavall · e3 blanques alfil · f3 blanques alfil · b2 blanques peó · c2 blanques peó · g2 blanques peó · h2 blanques peó · a1 blanques torre · d1 blanques dama · f1 blanques torre · h1 blanques rei | a8 negres torre · c8 negres alfil · e8 negres torre · g8 negres rei · b7 negres peó · c7 negres dama · e7 negres alfil · f7 negres peó · g7 negres peó · h7 negres peó · a6 negres peó · c6 negres cavall · d6 negres peó · e6 negres peó · f6 negres cavall · a4 blanques peó · d4 blanques cavall · e4 blanques peó · f4 blanques peó · c3 blanques cavall · e3 blanques alfil · f3 blanques alfil · b2 blanques peó · c2 blanques peó · g2 blanques peó · h2 blanques peó · a1 blanques torre · d1 blanques dama · f1 blanques torre · h1 blanques rei | a8 negres torre · c8 negres alfil · e8 negres torre · g8 negres rei · b7 negres peó · c7 negres dama · e7 negres alfil · f7 negres peó · g7 negres peó · h7 negres peó · a6 negres peó · c6 negres cavall · d6 negres peó · e6 negres peó · f6 negres cavall · a4 blanques peó · d4 blanques cavall · e4 blanques peó · f4 blanques peó · c3 blanques cavall · e3 blanques alfil · f3 blanques alfil · b2 blanques peó · c2 blanques peó · g2 blanques peó · h2 blanques peó · a1 blanques torre · d1 blanques dama · f1 blanques torre · h1 blanques rei | a8 negres torre · c8 negres alfil · e8 negres torre · g8 negres rei · b7 negres peó · c7 negres dama · e7 negres alfil · f7 negres peó · g7 negres peó · h7 negres peó · a6 negres peó · c6 negres cavall · d6 negres peó · e6 negres peó · f6 negres cavall · a4 blanques peó · d4 blanques cavall · e4 blanques peó · f4 blanques peó · c3 blanques cavall · e3 blanques alfil · f3 blanques alfil · b2 blanques peó · c2 blanques peó · g2 blanques peó · h2 blanques peó · a1 blanques torre · d1 blanques dama · f1 blanques torre · h1 blanques rei | a8 negres torre · c8 negres alfil · e8 negres torre · g8 negres rei · b7 negres peó · c7 negres dama · e7 negres alfil · f7 negres peó · g7 negres peó · h7 negres peó · a6 negres peó · c6 negres cavall · d6 negres peó · e6 negres peó · f6 negres cavall · a4 blanques peó · d4 blanques cavall · e4 blanques peó · f4 blanques peó · c3 blanques cavall · e3 blanques alfil · f3 blanques alfil · b2 blanques peó · c2 blanques peó · g2 blanques peó · h2 blanques peó · a1 blanques torre · d1 blanques dama · f1 blanques torre · h1 blanques rei | 3 |
| 2 | a8 negres torre · c8 negres alfil · e8 negres torre · g8 negres rei · b7 negres peó · c7 negres dama · e7 negres alfil · f7 negres peó · g7 negres peó · h7 negres peó · a6 negres peó · c6 negres cavall · d6 negres peó · e6 negres peó · f6 negres cavall · a4 blanques peó · d4 blanques cavall · e4 blanques peó · f4 blanques peó · c3 blanques cavall · e3 blanques alfil · f3 blanques alfil · b2 blanques peó · c2 blanques peó · g2 blanques peó · h2 blanques peó · a1 blanques torre · d1 blanques dama · f1 blanques torre · h1 blanques rei | a8 negres torre · c8 negres alfil · e8 negres torre · g8 negres rei · b7 negres peó · c7 negres dama · e7 negres alfil · f7 negres peó · g7 negres peó · h7 negres peó · a6 negres peó · c6 negres cavall · d6 negres peó · e6 negres peó · f6 negres cavall · a4 blanques peó · d4 blanques cavall · e4 blanques peó · f4 blanques peó · c3 blanques cavall · e3 blanques alfil · f3 blanques alfil · b2 blanques peó · c2 blanques peó · g2 blanques peó · h2 blanques peó · a1 blanques torre · d1 blanques dama · f1 blanques torre · h1 blanques rei | a8 negres torre · c8 negres alfil · e8 negres torre · g8 negres rei · b7 negres peó · c7 negres dama · e7 negres alfil · f7 negres peó · g7 negres peó · h7 negres peó · a6 negres peó · c6 negres cavall · d6 negres peó · e6 negres peó · f6 negres cavall · a4 blanques peó · d4 blanques cavall · e4 blanques peó · f4 blanques peó · c3 blanques cavall · e3 blanques alfil · f3 blanques alfil · b2 blanques peó · c2 blanques peó · g2 blanques peó · h2 blanques peó · a1 blanques torre · d1 blanques dama · f1 blanques torre · h1 blanques rei | a8 negres torre · c8 negres alfil · e8 negres torre · g8 negres rei · b7 negres peó · c7 negres dama · e7 negres alfil · f7 negres peó · g7 negres peó · h7 negres peó · a6 negres peó · c6 negres cavall · d6 negres peó · e6 negres peó · f6 negres cavall · a4 blanques peó · d4 blanques cavall · e4 blanques peó · f4 blanques peó · c3 blanques cavall · e3 blanques alfil · f3 blanques alfil · b2 blanques peó · c2 blanques peó · g2 blanques peó · h2 blanques peó · a1 blanques torre · d1 blanques dama · f1 blanques torre · h1 blanques rei | a8 negres torre · c8 negres alfil · e8 negres torre · g8 negres rei · b7 negres peó · c7 negres dama · e7 negres alfil · f7 negres peó · g7 negres peó · h7 negres peó · a6 negres peó · c6 negres cavall · d6 negres peó · e6 negres peó · f6 negres cavall · a4 blanques peó · d4 blanques cavall · e4 blanques peó · f4 blanques peó · c3 blanques cavall · e3 blanques alfil · f3 blanques alfil · b2 blanques peó · c2 blanques peó · g2 blanques peó · h2 blanques peó · a1 blanques torre · d1 blanques dama · f1 blanques torre · h1 blanques rei | a8 negres torre · c8 negres alfil · e8 negres torre · g8 negres rei · b7 negres peó · c7 negres dama · e7 negres alfil · f7 negres peó · g7 negres peó · h7 negres peó · a6 negres peó · c6 negres cavall · d6 negres peó · e6 negres peó · f6 negres cavall · a4 blanques peó · d4 blanques cavall · e4 blanques peó · f4 blanques peó · c3 blanques cavall · e3 blanques alfil · f3 blanques alfil · b2 blanques peó · c2 blanques peó · g2 blanques peó · h2 blanques peó · a1 blanques torre · d1 blanques dama · f1 blanques torre · h1 blanques rei | a8 negres torre · c8 negres alfil · e8 negres torre · g8 negres rei · b7 negres peó · c7 negres dama · e7 negres alfil · f7 negres peó · g7 negres peó · h7 negres peó · a6 negres peó · c6 negres cavall · d6 negres peó · e6 negres peó · f6 negres cavall · a4 blanques peó · d4 blanques cavall · e4 blanques peó · f4 blanques peó · c3 blanques cavall · e3 blanques alfil · f3 blanques alfil · b2 blanques peó · c2 blanques peó · g2 blanques peó · h2 blanques peó · a1 blanques torre · d1 blanques dama · f1 blanques torre · h1 blanques rei | a8 negres torre · c8 negres alfil · e8 negres torre · g8 negres rei · b7 negres peó · c7 negres dama · e7 negres alfil · f7 negres peó · g7 negres peó · h7 negres peó · a6 negres peó · c6 negres cavall · d6 negres peó · e6 negres peó · f6 negres cavall · a4 blanques peó · d4 blanques cavall · e4 blanques peó · f4 blanques peó · c3 blanques cavall · e3 blanques alfil · f3 blanques alfil · b2 blanques peó · c2 blanques peó · g2 blanques peó · h2 blanques peó · a1 blanques torre · d1 blanques dama · f1 blanques torre · h1 blanques rei | 2 |
| 1 | a8 negres torre · c8 negres alfil · e8 negres torre · g8 negres rei · b7 negres peó · c7 negres dama · e7 negres alfil · f7 negres peó · g7 negres peó · h7 negres peó · a6 negres peó · c6 negres cavall · d6 negres peó · e6 negres peó · f6 negres cavall · a4 blanques peó · d4 blanques cavall · e4 blanques peó · f4 blanques peó · c3 blanques cavall · e3 blanques alfil · f3 blanques alfil · b2 blanques peó · c2 blanques peó · g2 blanques peó · h2 blanques peó · a1 blanques torre · d1 blanques dama · f1 blanques torre · h1 blanques rei | a8 negres torre · c8 negres alfil · e8 negres torre · g8 negres rei · b7 negres peó · c7 negres dama · e7 negres alfil · f7 negres peó · g7 negres peó · h7 negres peó · a6 negres peó · c6 negres cavall · d6 negres peó · e6 negres peó · f6 negres cavall · a4 blanques peó · d4 blanques cavall · e4 blanques peó · f4 blanques peó · c3 blanques cavall · e3 blanques alfil · f3 blanques alfil · b2 blanques peó · c2 blanques peó · g2 blanques peó · h2 blanques peó · a1 blanques torre · d1 blanques dama · f1 blanques torre · h1 blanques rei | a8 negres torre · c8 negres alfil · e8 negres torre · g8 negres rei · b7 negres peó · c7 negres dama · e7 negres alfil · f7 negres peó · g7 negres peó · h7 negres peó · a6 negres peó · c6 negres cavall · d6 negres peó · e6 negres peó · f6 negres cavall · a4 blanques peó · d4 blanques cavall · e4 blanques peó · f4 blanques peó · c3 blanques cavall · e3 blanques alfil · f3 blanques alfil · b2 blanques peó · c2 blanques peó · g2 blanques peó · h2 blanques peó · a1 blanques torre · d1 blanques dama · f1 blanques torre · h1 blanques rei | a8 negres torre · c8 negres alfil · e8 negres torre · g8 negres rei · b7 negres peó · c7 negres dama · e7 negres alfil · f7 negres peó · g7 negres peó · h7 negres peó · a6 negres peó · c6 negres cavall · d6 negres peó · e6 negres peó · f6 negres cavall · a4 blanques peó · d4 blanques cavall · e4 blanques peó · f4 blanques peó · c3 blanques cavall · e3 blanques alfil · f3 blanques alfil · b2 blanques peó · c2 blanques peó · g2 blanques peó · h2 blanques peó · a1 blanques torre · d1 blanques dama · f1 blanques torre · h1 blanques rei | a8 negres torre · c8 negres alfil · e8 negres torre · g8 negres rei · b7 negres peó · c7 negres dama · e7 negres alfil · f7 negres peó · g7 negres peó · h7 negres peó · a6 negres peó · c6 negres cavall · d6 negres peó · e6 negres peó · f6 negres cavall · a4 blanques peó · d4 blanques cavall · e4 blanques peó · f4 blanques peó · c3 blanques cavall · e3 blanques alfil · f3 blanques alfil · b2 blanques peó · c2 blanques peó · g2 blanques peó · h2 blanques peó · a1 blanques torre · d1 blanques dama · f1 blanques torre · h1 blanques rei | a8 negres torre · c8 negres alfil · e8 negres torre · g8 negres rei · b7 negres peó · c7 negres dama · e7 negres alfil · f7 negres peó · g7 negres peó · h7 negres peó · a6 negres peó · c6 negres cavall · d6 negres peó · e6 negres peó · f6 negres cavall · a4 blanques peó · d4 blanques cavall · e4 blanques peó · f4 blanques peó · c3 blanques cavall · e3 blanques alfil · f3 blanques alfil · b2 blanques peó · c2 blanques peó · g2 blanques peó · h2 blanques peó · a1 blanques torre · d1 blanques dama · f1 blanques torre · h1 blanques rei | a8 negres torre · c8 negres alfil · e8 negres torre · g8 negres rei · b7 negres peó · c7 negres dama · e7 negres alfil · f7 negres peó · g7 negres peó · h7 negres peó · a6 negres peó · c6 negres cavall · d6 negres peó · e6 negres peó · f6 negres cavall · a4 blanques peó · d4 blanques cavall · e4 blanques peó · f4 blanques peó · c3 blanques cavall · e3 blanques alfil · f3 blanques alfil · b2 blanques peó · c2 blanques peó · g2 blanques peó · h2 blanques peó · a1 blanques torre · d1 blanques dama · f1 blanques torre · h1 blanques rei | a8 negres torre · c8 negres alfil · e8 negres torre · g8 negres rei · b7 negres peó · c7 negres dama · e7 negres alfil · f7 negres peó · g7 negres peó · h7 negres peó · a6 negres peó · c6 negres cavall · d6 negres peó · e6 negres peó · f6 negres cavall · a4 blanques peó · d4 blanques cavall · e4 blanques peó · f4 blanques peó · c3 blanques cavall · e3 blanques alfil · f3 blanques alfil · b2 blanques peó · c2 blanques peó · g2 blanques peó · h2 blanques peó · a1 blanques torre · d1 blanques dama · f1 blanques torre · h1 blanques rei | 1 |
|   | a | b | c | d | e | f | g | h |   |

Una altra variant molt popular és la clàssica (també coneguda com a variant Maroczy) que comença per 6. Ae2. Va ser usada amb bons resultats per Anatoli Kàrpov, entre d'altres distingits Grans Mestres, aquesta aproximació metòdica ha guanyat molts seguidors. La línia principal continua amb 6... a6 7. 0-0 Ae7 8. Ae3 0-0 9. f4 Dc7 10. a4 Cc6 11. Rh1 Te8 12. Af3 (diagrama) arribant a una de les principals tabiyas de la Scheveningen clàssica. El pla de les blanques és construir un atac al flanc de dama, que típicament significa g2–g4–g5, Dd1–e1–h4, Ag2, Dh5, Tf3–h3, etc. Per contra les negres faran un desviament cap al flanc de dama via la columna semi oberta c, o aturar-se al centre. Abunden els sacrificis de peó posicionals per a ambdues parts i la teoria està molt desenvolupada, gràcies a dècades d'investigació per jugadors d'elit com Garri Kaspàrov, Anatoli Kàrpov, Viswanathan Anand, Vesselín Topàlov, Borís Guélfand i molts d'altres.

## Atac anglès: 6.Ae3
|   | a | b | c | d | e | f | g | h |   |
| 8 | a8 negres torre · d8 negres dama · e8 negres rei · f8 negres alfil · h8 negres torre · b7 negres alfil · d7 negres cavall · f7 negres peó · g7 negres peó · a6 negres peó · d6 negres peó · e6 negres peó · f6 negres cavall · h6 negres peó · b5 negres peó · d4 blanques cavall · e4 blanques peó · g4 blanques peó · c3 blanques cavall · e3 blanques alfil · f3 blanques peó · a2 blanques peó · b2 blanques peó · c2 blanques peó · d2 blanques dama · h2 blanques peó · c1 blanques rei · d1 blanques torre · f1 blanques alfil · h1 blanques torre | a8 negres torre · d8 negres dama · e8 negres rei · f8 negres alfil · h8 negres torre · b7 negres alfil · d7 negres cavall · f7 negres peó · g7 negres peó · a6 negres peó · d6 negres peó · e6 negres peó · f6 negres cavall · h6 negres peó · b5 negres peó · d4 blanques cavall · e4 blanques peó · g4 blanques peó · c3 blanques cavall · e3 blanques alfil · f3 blanques peó · a2 blanques peó · b2 blanques peó · c2 blanques peó · d2 blanques dama · h2 blanques peó · c1 blanques rei · d1 blanques torre · f1 blanques alfil · h1 blanques torre | a8 negres torre · d8 negres dama · e8 negres rei · f8 negres alfil · h8 negres torre · b7 negres alfil · d7 negres cavall · f7 negres peó · g7 negres peó · a6 negres peó · d6 negres peó · e6 negres peó · f6 negres cavall · h6 negres peó · b5 negres peó · d4 blanques cavall · e4 blanques peó · g4 blanques peó · c3 blanques cavall · e3 blanques alfil · f3 blanques peó · a2 blanques peó · b2 blanques peó · c2 blanques peó · d2 blanques dama · h2 blanques peó · c1 blanques rei · d1 blanques torre · f1 blanques alfil · h1 blanques torre | a8 negres torre · d8 negres dama · e8 negres rei · f8 negres alfil · h8 negres torre · b7 negres alfil · d7 negres cavall · f7 negres peó · g7 negres peó · a6 negres peó · d6 negres peó · e6 negres peó · f6 negres cavall · h6 negres peó · b5 negres peó · d4 blanques cavall · e4 blanques peó · g4 blanques peó · c3 blanques cavall · e3 blanques alfil · f3 blanques peó · a2 blanques peó · b2 blanques peó · c2 blanques peó · d2 blanques dama · h2 blanques peó · c1 blanques rei · d1 blanques torre · f1 blanques alfil · h1 blanques torre | a8 negres torre · d8 negres dama · e8 negres rei · f8 negres alfil · h8 negres torre · b7 negres alfil · d7 negres cavall · f7 negres peó · g7 negres peó · a6 negres peó · d6 negres peó · e6 negres peó · f6 negres cavall · h6 negres peó · b5 negres peó · d4 blanques cavall · e4 blanques peó · g4 blanques peó · c3 blanques cavall · e3 blanques alfil · f3 blanques peó · a2 blanques peó · b2 blanques peó · c2 blanques peó · d2 blanques dama · h2 blanques peó · c1 blanques rei · d1 blanques torre · f1 blanques alfil · h1 blanques torre | a8 negres torre · d8 negres dama · e8 negres rei · f8 negres alfil · h8 negres torre · b7 negres alfil · d7 negres cavall · f7 negres peó · g7 negres peó · a6 negres peó · d6 negres peó · e6 negres peó · f6 negres cavall · h6 negres peó · b5 negres peó · d4 blanques cavall · e4 blanques peó · g4 blanques peó · c3 blanques cavall · e3 blanques alfil · f3 blanques peó · a2 blanques peó · b2 blanques peó · c2 blanques peó · d2 blanques dama · h2 blanques peó · c1 blanques rei · d1 blanques torre · f1 blanques alfil · h1 blanques torre | a8 negres torre · d8 negres dama · e8 negres rei · f8 negres alfil · h8 negres torre · b7 negres alfil · d7 negres cavall · f7 negres peó · g7 negres peó · a6 negres peó · d6 negres peó · e6 negres peó · f6 negres cavall · h6 negres peó · b5 negres peó · d4 blanques cavall · e4 blanques peó · g4 blanques peó · c3 blanques cavall · e3 blanques alfil · f3 blanques peó · a2 blanques peó · b2 blanques peó · c2 blanques peó · d2 blanques dama · h2 blanques peó · c1 blanques rei · d1 blanques torre · f1 blanques alfil · h1 blanques torre | a8 negres torre · d8 negres dama · e8 negres rei · f8 negres alfil · h8 negres torre · b7 negres alfil · d7 negres cavall · f7 negres peó · g7 negres peó · a6 negres peó · d6 negres peó · e6 negres peó · f6 negres cavall · h6 negres peó · b5 negres peó · d4 blanques cavall · e4 blanques peó · g4 blanques peó · c3 blanques cavall · e3 blanques alfil · f3 blanques peó · a2 blanques peó · b2 blanques peó · c2 blanques peó · d2 blanques dama · h2 blanques peó · c1 blanques rei · d1 blanques torre · f1 blanques alfil · h1 blanques torre | 8 |
| 7 | a8 negres torre · d8 negres dama · e8 negres rei · f8 negres alfil · h8 negres torre · b7 negres alfil · d7 negres cavall · f7 negres peó · g7 negres peó · a6 negres peó · d6 negres peó · e6 negres peó · f6 negres cavall · h6 negres peó · b5 negres peó · d4 blanques cavall · e4 blanques peó · g4 blanques peó · c3 blanques cavall · e3 blanques alfil · f3 blanques peó · a2 blanques peó · b2 blanques peó · c2 blanques peó · d2 blanques dama · h2 blanques peó · c1 blanques rei · d1 blanques torre · f1 blanques alfil · h1 blanques torre | a8 negres torre · d8 negres dama · e8 negres rei · f8 negres alfil · h8 negres torre · b7 negres alfil · d7 negres cavall · f7 negres peó · g7 negres peó · a6 negres peó · d6 negres peó · e6 negres peó · f6 negres cavall · h6 negres peó · b5 negres peó · d4 blanques cavall · e4 blanques peó · g4 blanques peó · c3 blanques cavall · e3 blanques alfil · f3 blanques peó · a2 blanques peó · b2 blanques peó · c2 blanques peó · d2 blanques dama · h2 blanques peó · c1 blanques rei · d1 blanques torre · f1 blanques alfil · h1 blanques torre | a8 negres torre · d8 negres dama · e8 negres rei · f8 negres alfil · h8 negres torre · b7 negres alfil · d7 negres cavall · f7 negres peó · g7 negres peó · a6 negres peó · d6 negres peó · e6 negres peó · f6 negres cavall · h6 negres peó · b5 negres peó · d4 blanques cavall · e4 blanques peó · g4 blanques peó · c3 blanques cavall · e3 blanques alfil · f3 blanques peó · a2 blanques peó · b2 blanques peó · c2 blanques peó · d2 blanques dama · h2 blanques peó · c1 blanques rei · d1 blanques torre · f1 blanques alfil · h1 blanques torre | a8 negres torre · d8 negres dama · e8 negres rei · f8 negres alfil · h8 negres torre · b7 negres alfil · d7 negres cavall · f7 negres peó · g7 negres peó · a6 negres peó · d6 negres peó · e6 negres peó · f6 negres cavall · h6 negres peó · b5 negres peó · d4 blanques cavall · e4 blanques peó · g4 blanques peó · c3 blanques cavall · e3 blanques alfil · f3 blanques peó · a2 blanques peó · b2 blanques peó · c2 blanques peó · d2 blanques dama · h2 blanques peó · c1 blanques rei · d1 blanques torre · f1 blanques alfil · h1 blanques torre | a8 negres torre · d8 negres dama · e8 negres rei · f8 negres alfil · h8 negres torre · b7 negres alfil · d7 negres cavall · f7 negres peó · g7 negres peó · a6 negres peó · d6 negres peó · e6 negres peó · f6 negres cavall · h6 negres peó · b5 negres peó · d4 blanques cavall · e4 blanques peó · g4 blanques peó · c3 blanques cavall · e3 blanques alfil · f3 blanques peó · a2 blanques peó · b2 blanques peó · c2 blanques peó · d2 blanques dama · h2 blanques peó · c1 blanques rei · d1 blanques torre · f1 blanques alfil · h1 blanques torre | a8 negres torre · d8 negres dama · e8 negres rei · f8 negres alfil · h8 negres torre · b7 negres alfil · d7 negres cavall · f7 negres peó · g7 negres peó · a6 negres peó · d6 negres peó · e6 negres peó · f6 negres cavall · h6 negres peó · b5 negres peó · d4 blanques cavall · e4 blanques peó · g4 blanques peó · c3 blanques cavall · e3 blanques alfil · f3 blanques peó · a2 blanques peó · b2 blanques peó · c2 blanques peó · d2 blanques dama · h2 blanques peó · c1 blanques rei · d1 blanques torre · f1 blanques alfil · h1 blanques torre | a8 negres torre · d8 negres dama · e8 negres rei · f8 negres alfil · h8 negres torre · b7 negres alfil · d7 negres cavall · f7 negres peó · g7 negres peó · a6 negres peó · d6 negres peó · e6 negres peó · f6 negres cavall · h6 negres peó · b5 negres peó · d4 blanques cavall · e4 blanques peó · g4 blanques peó · c3 blanques cavall · e3 blanques alfil · f3 blanques peó · a2 blanques peó · b2 blanques peó · c2 blanques peó · d2 blanques dama · h2 blanques peó · c1 blanques rei · d1 blanques torre · f1 blanques alfil · h1 blanques torre | a8 negres torre · d8 negres dama · e8 negres rei · f8 negres alfil · h8 negres torre · b7 negres alfil · d7 negres cavall · f7 negres peó · g7 negres peó · a6 negres peó · d6 negres peó · e6 negres peó · f6 negres cavall · h6 negres peó · b5 negres peó · d4 blanques cavall · e4 blanques peó · g4 blanques peó · c3 blanques cavall · e3 blanques alfil · f3 blanques peó · a2 blanques peó · b2 blanques peó · c2 blanques peó · d2 blanques dama · h2 blanques peó · c1 blanques rei · d1 blanques torre · f1 blanques alfil · h1 blanques torre | 7 |
| 6 | a8 negres torre · d8 negres dama · e8 negres rei · f8 negres alfil · h8 negres torre · b7 negres alfil · d7 negres cavall · f7 negres peó · g7 negres peó · a6 negres peó · d6 negres peó · e6 negres peó · f6 negres cavall · h6 negres peó · b5 negres peó · d4 blanques cavall · e4 blanques peó · g4 blanques peó · c3 blanques cavall · e3 blanques alfil · f3 blanques peó · a2 blanques peó · b2 blanques peó · c2 blanques peó · d2 blanques dama · h2 blanques peó · c1 blanques rei · d1 blanques torre · f1 blanques alfil · h1 blanques torre | a8 negres torre · d8 negres dama · e8 negres rei · f8 negres alfil · h8 negres torre · b7 negres alfil · d7 negres cavall · f7 negres peó · g7 negres peó · a6 negres peó · d6 negres peó · e6 negres peó · f6 negres cavall · h6 negres peó · b5 negres peó · d4 blanques cavall · e4 blanques peó · g4 blanques peó · c3 blanques cavall · e3 blanques alfil · f3 blanques peó · a2 blanques peó · b2 blanques peó · c2 blanques peó · d2 blanques dama · h2 blanques peó · c1 blanques rei · d1 blanques torre · f1 blanques alfil · h1 blanques torre | a8 negres torre · d8 negres dama · e8 negres rei · f8 negres alfil · h8 negres torre · b7 negres alfil · d7 negres cavall · f7 negres peó · g7 negres peó · a6 negres peó · d6 negres peó · e6 negres peó · f6 negres cavall · h6 negres peó · b5 negres peó · d4 blanques cavall · e4 blanques peó · g4 blanques peó · c3 blanques cavall · e3 blanques alfil · f3 blanques peó · a2 blanques peó · b2 blanques peó · c2 blanques peó · d2 blanques dama · h2 blanques peó · c1 blanques rei · d1 blanques torre · f1 blanques alfil · h1 blanques torre | a8 negres torre · d8 negres dama · e8 negres rei · f8 negres alfil · h8 negres torre · b7 negres alfil · d7 negres cavall · f7 negres peó · g7 negres peó · a6 negres peó · d6 negres peó · e6 negres peó · f6 negres cavall · h6 negres peó · b5 negres peó · d4 blanques cavall · e4 blanques peó · g4 blanques peó · c3 blanques cavall · e3 blanques alfil · f3 blanques peó · a2 blanques peó · b2 blanques peó · c2 blanques peó · d2 blanques dama · h2 blanques peó · c1 blanques rei · d1 blanques torre · f1 blanques alfil · h1 blanques torre | a8 negres torre · d8 negres dama · e8 negres rei · f8 negres alfil · h8 negres torre · b7 negres alfil · d7 negres cavall · f7 negres peó · g7 negres peó · a6 negres peó · d6 negres peó · e6 negres peó · f6 negres cavall · h6 negres peó · b5 negres peó · d4 blanques cavall · e4 blanques peó · g4 blanques peó · c3 blanques cavall · e3 blanques alfil · f3 blanques peó · a2 blanques peó · b2 blanques peó · c2 blanques peó · d2 blanques dama · h2 blanques peó · c1 blanques rei · d1 blanques torre · f1 blanques alfil · h1 blanques torre | a8 negres torre · d8 negres dama · e8 negres rei · f8 negres alfil · h8 negres torre · b7 negres alfil · d7 negres cavall · f7 negres peó · g7 negres peó · a6 negres peó · d6 negres peó · e6 negres peó · f6 negres cavall · h6 negres peó · b5 negres peó · d4 blanques cavall · e4 blanques peó · g4 blanques peó · c3 blanques cavall · e3 blanques alfil · f3 blanques peó · a2 blanques peó · b2 blanques peó · c2 blanques peó · d2 blanques dama · h2 blanques peó · c1 blanques rei · d1 blanques torre · f1 blanques alfil · h1 blanques torre | a8 negres torre · d8 negres dama · e8 negres rei · f8 negres alfil · h8 negres torre · b7 negres alfil · d7 negres cavall · f7 negres peó · g7 negres peó · a6 negres peó · d6 negres peó · e6 negres peó · f6 negres cavall · h6 negres peó · b5 negres peó · d4 blanques cavall · e4 blanques peó · g4 blanques peó · c3 blanques cavall · e3 blanques alfil · f3 blanques peó · a2 blanques peó · b2 blanques peó · c2 blanques peó · d2 blanques dama · h2 blanques peó · c1 blanques rei · d1 blanques torre · f1 blanques alfil · h1 blanques torre | a8 negres torre · d8 negres dama · e8 negres rei · f8 negres alfil · h8 negres torre · b7 negres alfil · d7 negres cavall · f7 negres peó · g7 negres peó · a6 negres peó · d6 negres peó · e6 negres peó · f6 negres cavall · h6 negres peó · b5 negres peó · d4 blanques cavall · e4 blanques peó · g4 blanques peó · c3 blanques cavall · e3 blanques alfil · f3 blanques peó · a2 blanques peó · b2 blanques peó · c2 blanques peó · d2 blanques dama · h2 blanques peó · c1 blanques rei · d1 blanques torre · f1 blanques alfil · h1 blanques torre | 6 |
| 5 | a8 negres torre · d8 negres dama · e8 negres rei · f8 negres alfil · h8 negres torre · b7 negres alfil · d7 negres cavall · f7 negres peó · g7 negres peó · a6 negres peó · d6 negres peó · e6 negres peó · f6 negres cavall · h6 negres peó · b5 negres peó · d4 blanques cavall · e4 blanques peó · g4 blanques peó · c3 blanques cavall · e3 blanques alfil · f3 blanques peó · a2 blanques peó · b2 blanques peó · c2 blanques peó · d2 blanques dama · h2 blanques peó · c1 blanques rei · d1 blanques torre · f1 blanques alfil · h1 blanques torre | a8 negres torre · d8 negres dama · e8 negres rei · f8 negres alfil · h8 negres torre · b7 negres alfil · d7 negres cavall · f7 negres peó · g7 negres peó · a6 negres peó · d6 negres peó · e6 negres peó · f6 negres cavall · h6 negres peó · b5 negres peó · d4 blanques cavall · e4 blanques peó · g4 blanques peó · c3 blanques cavall · e3 blanques alfil · f3 blanques peó · a2 blanques peó · b2 blanques peó · c2 blanques peó · d2 blanques dama · h2 blanques peó · c1 blanques rei · d1 blanques torre · f1 blanques alfil · h1 blanques torre | a8 negres torre · d8 negres dama · e8 negres rei · f8 negres alfil · h8 negres torre · b7 negres alfil · d7 negres cavall · f7 negres peó · g7 negres peó · a6 negres peó · d6 negres peó · e6 negres peó · f6 negres cavall · h6 negres peó · b5 negres peó · d4 blanques cavall · e4 blanques peó · g4 blanques peó · c3 blanques cavall · e3 blanques alfil · f3 blanques peó · a2 blanques peó · b2 blanques peó · c2 blanques peó · d2 blanques dama · h2 blanques peó · c1 blanques rei · d1 blanques torre · f1 blanques alfil · h1 blanques torre | a8 negres torre · d8 negres dama · e8 negres rei · f8 negres alfil · h8 negres torre · b7 negres alfil · d7 negres cavall · f7 negres peó · g7 negres peó · a6 negres peó · d6 negres peó · e6 negres peó · f6 negres cavall · h6 negres peó · b5 negres peó · d4 blanques cavall · e4 blanques peó · g4 blanques peó · c3 blanques cavall · e3 blanques alfil · f3 blanques peó · a2 blanques peó · b2 blanques peó · c2 blanques peó · d2 blanques dama · h2 blanques peó · c1 blanques rei · d1 blanques torre · f1 blanques alfil · h1 blanques torre | a8 negres torre · d8 negres dama · e8 negres rei · f8 negres alfil · h8 negres torre · b7 negres alfil · d7 negres cavall · f7 negres peó · g7 negres peó · a6 negres peó · d6 negres peó · e6 negres peó · f6 negres cavall · h6 negres peó · b5 negres peó · d4 blanques cavall · e4 blanques peó · g4 blanques peó · c3 blanques cavall · e3 blanques alfil · f3 blanques peó · a2 blanques peó · b2 blanques peó · c2 blanques peó · d2 blanques dama · h2 blanques peó · c1 blanques rei · d1 blanques torre · f1 blanques alfil · h1 blanques torre | a8 negres torre · d8 negres dama · e8 negres rei · f8 negres alfil · h8 negres torre · b7 negres alfil · d7 negres cavall · f7 negres peó · g7 negres peó · a6 negres peó · d6 negres peó · e6 negres peó · f6 negres cavall · h6 negres peó · b5 negres peó · d4 blanques cavall · e4 blanques peó · g4 blanques peó · c3 blanques cavall · e3 blanques alfil · f3 blanques peó · a2 blanques peó · b2 blanques peó · c2 blanques peó · d2 blanques dama · h2 blanques peó · c1 blanques rei · d1 blanques torre · f1 blanques alfil · h1 blanques torre | a8 negres torre · d8 negres dama · e8 negres rei · f8 negres alfil · h8 negres torre · b7 negres alfil · d7 negres cavall · f7 negres peó · g7 negres peó · a6 negres peó · d6 negres peó · e6 negres peó · f6 negres cavall · h6 negres peó · b5 negres peó · d4 blanques cavall · e4 blanques peó · g4 blanques peó · c3 blanques cavall · e3 blanques alfil · f3 blanques peó · a2 blanques peó · b2 blanques peó · c2 blanques peó · d2 blanques dama · h2 blanques peó · c1 blanques rei · d1 blanques torre · f1 blanques alfil · h1 blanques torre | a8 negres torre · d8 negres dama · e8 negres rei · f8 negres alfil · h8 negres torre · b7 negres alfil · d7 negres cavall · f7 negres peó · g7 negres peó · a6 negres peó · d6 negres peó · e6 negres peó · f6 negres cavall · h6 negres peó · b5 negres peó · d4 blanques cavall · e4 blanques peó · g4 blanques peó · c3 blanques cavall · e3 blanques alfil · f3 blanques peó · a2 blanques peó · b2 blanques peó · c2 blanques peó · d2 blanques dama · h2 blanques peó · c1 blanques rei · d1 blanques torre · f1 blanques alfil · h1 blanques torre | 5 |
| 4 | a8 negres torre · d8 negres dama · e8 negres rei · f8 negres alfil · h8 negres torre · b7 negres alfil · d7 negres cavall · f7 negres peó · g7 negres peó · a6 negres peó · d6 negres peó · e6 negres peó · f6 negres cavall · h6 negres peó · b5 negres peó · d4 blanques cavall · e4 blanques peó · g4 blanques peó · c3 blanques cavall · e3 blanques alfil · f3 blanques peó · a2 blanques peó · b2 blanques peó · c2 blanques peó · d2 blanques dama · h2 blanques peó · c1 blanques rei · d1 blanques torre · f1 blanques alfil · h1 blanques torre | a8 negres torre · d8 negres dama · e8 negres rei · f8 negres alfil · h8 negres torre · b7 negres alfil · d7 negres cavall · f7 negres peó · g7 negres peó · a6 negres peó · d6 negres peó · e6 negres peó · f6 negres cavall · h6 negres peó · b5 negres peó · d4 blanques cavall · e4 blanques peó · g4 blanques peó · c3 blanques cavall · e3 blanques alfil · f3 blanques peó · a2 blanques peó · b2 blanques peó · c2 blanques peó · d2 blanques dama · h2 blanques peó · c1 blanques rei · d1 blanques torre · f1 blanques alfil · h1 blanques torre | a8 negres torre · d8 negres dama · e8 negres rei · f8 negres alfil · h8 negres torre · b7 negres alfil · d7 negres cavall · f7 negres peó · g7 negres peó · a6 negres peó · d6 negres peó · e6 negres peó · f6 negres cavall · h6 negres peó · b5 negres peó · d4 blanques cavall · e4 blanques peó · g4 blanques peó · c3 blanques cavall · e3 blanques alfil · f3 blanques peó · a2 blanques peó · b2 blanques peó · c2 blanques peó · d2 blanques dama · h2 blanques peó · c1 blanques rei · d1 blanques torre · f1 blanques alfil · h1 blanques torre | a8 negres torre · d8 negres dama · e8 negres rei · f8 negres alfil · h8 negres torre · b7 negres alfil · d7 negres cavall · f7 negres peó · g7 negres peó · a6 negres peó · d6 negres peó · e6 negres peó · f6 negres cavall · h6 negres peó · b5 negres peó · d4 blanques cavall · e4 blanques peó · g4 blanques peó · c3 blanques cavall · e3 blanques alfil · f3 blanques peó · a2 blanques peó · b2 blanques peó · c2 blanques peó · d2 blanques dama · h2 blanques peó · c1 blanques rei · d1 blanques torre · f1 blanques alfil · h1 blanques torre | a8 negres torre · d8 negres dama · e8 negres rei · f8 negres alfil · h8 negres torre · b7 negres alfil · d7 negres cavall · f7 negres peó · g7 negres peó · a6 negres peó · d6 negres peó · e6 negres peó · f6 negres cavall · h6 negres peó · b5 negres peó · d4 blanques cavall · e4 blanques peó · g4 blanques peó · c3 blanques cavall · e3 blanques alfil · f3 blanques peó · a2 blanques peó · b2 blanques peó · c2 blanques peó · d2 blanques dama · h2 blanques peó · c1 blanques rei · d1 blanques torre · f1 blanques alfil · h1 blanques torre | a8 negres torre · d8 negres dama · e8 negres rei · f8 negres alfil · h8 negres torre · b7 negres alfil · d7 negres cavall · f7 negres peó · g7 negres peó · a6 negres peó · d6 negres peó · e6 negres peó · f6 negres cavall · h6 negres peó · b5 negres peó · d4 blanques cavall · e4 blanques peó · g4 blanques peó · c3 blanques cavall · e3 blanques alfil · f3 blanques peó · a2 blanques peó · b2 blanques peó · c2 blanques peó · d2 blanques dama · h2 blanques peó · c1 blanques rei · d1 blanques torre · f1 blanques alfil · h1 blanques torre | a8 negres torre · d8 negres dama · e8 negres rei · f8 negres alfil · h8 negres torre · b7 negres alfil · d7 negres cavall · f7 negres peó · g7 negres peó · a6 negres peó · d6 negres peó · e6 negres peó · f6 negres cavall · h6 negres peó · b5 negres peó · d4 blanques cavall · e4 blanques peó · g4 blanques peó · c3 blanques cavall · e3 blanques alfil · f3 blanques peó · a2 blanques peó · b2 blanques peó · c2 blanques peó · d2 blanques dama · h2 blanques peó · c1 blanques rei · d1 blanques torre · f1 blanques alfil · h1 blanques torre | a8 negres torre · d8 negres dama · e8 negres rei · f8 negres alfil · h8 negres torre · b7 negres alfil · d7 negres cavall · f7 negres peó · g7 negres peó · a6 negres peó · d6 negres peó · e6 negres peó · f6 negres cavall · h6 negres peó · b5 negres peó · d4 blanques cavall · e4 blanques peó · g4 blanques peó · c3 blanques cavall · e3 blanques alfil · f3 blanques peó · a2 blanques peó · b2 blanques peó · c2 blanques peó · d2 blanques dama · h2 blanques peó · c1 blanques rei · d1 blanques torre · f1 blanques alfil · h1 blanques torre | 4 |
| 3 | a8 negres torre · d8 negres dama · e8 negres rei · f8 negres alfil · h8 negres torre · b7 negres alfil · d7 negres cavall · f7 negres peó · g7 negres peó · a6 negres peó · d6 negres peó · e6 negres peó · f6 negres cavall · h6 negres peó · b5 negres peó · d4 blanques cavall · e4 blanques peó · g4 blanques peó · c3 blanques cavall · e3 blanques alfil · f3 blanques peó · a2 blanques peó · b2 blanques peó · c2 blanques peó · d2 blanques dama · h2 blanques peó · c1 blanques rei · d1 blanques torre · f1 blanques alfil · h1 blanques torre | a8 negres torre · d8 negres dama · e8 negres rei · f8 negres alfil · h8 negres torre · b7 negres alfil · d7 negres cavall · f7 negres peó · g7 negres peó · a6 negres peó · d6 negres peó · e6 negres peó · f6 negres cavall · h6 negres peó · b5 negres peó · d4 blanques cavall · e4 blanques peó · g4 blanques peó · c3 blanques cavall · e3 blanques alfil · f3 blanques peó · a2 blanques peó · b2 blanques peó · c2 blanques peó · d2 blanques dama · h2 blanques peó · c1 blanques rei · d1 blanques torre · f1 blanques alfil · h1 blanques torre | a8 negres torre · d8 negres dama · e8 negres rei · f8 negres alfil · h8 negres torre · b7 negres alfil · d7 negres cavall · f7 negres peó · g7 negres peó · a6 negres peó · d6 negres peó · e6 negres peó · f6 negres cavall · h6 negres peó · b5 negres peó · d4 blanques cavall · e4 blanques peó · g4 blanques peó · c3 blanques cavall · e3 blanques alfil · f3 blanques peó · a2 blanques peó · b2 blanques peó · c2 blanques peó · d2 blanques dama · h2 blanques peó · c1 blanques rei · d1 blanques torre · f1 blanques alfil · h1 blanques torre | a8 negres torre · d8 negres dama · e8 negres rei · f8 negres alfil · h8 negres torre · b7 negres alfil · d7 negres cavall · f7 negres peó · g7 negres peó · a6 negres peó · d6 negres peó · e6 negres peó · f6 negres cavall · h6 negres peó · b5 negres peó · d4 blanques cavall · e4 blanques peó · g4 blanques peó · c3 blanques cavall · e3 blanques alfil · f3 blanques peó · a2 blanques peó · b2 blanques peó · c2 blanques peó · d2 blanques dama · h2 blanques peó · c1 blanques rei · d1 blanques torre · f1 blanques alfil · h1 blanques torre | a8 negres torre · d8 negres dama · e8 negres rei · f8 negres alfil · h8 negres torre · b7 negres alfil · d7 negres cavall · f7 negres peó · g7 negres peó · a6 negres peó · d6 negres peó · e6 negres peó · f6 negres cavall · h6 negres peó · b5 negres peó · d4 blanques cavall · e4 blanques peó · g4 blanques peó · c3 blanques cavall · e3 blanques alfil · f3 blanques peó · a2 blanques peó · b2 blanques peó · c2 blanques peó · d2 blanques dama · h2 blanques peó · c1 blanques rei · d1 blanques torre · f1 blanques alfil · h1 blanques torre | a8 negres torre · d8 negres dama · e8 negres rei · f8 negres alfil · h8 negres torre · b7 negres alfil · d7 negres cavall · f7 negres peó · g7 negres peó · a6 negres peó · d6 negres peó · e6 negres peó · f6 negres cavall · h6 negres peó · b5 negres peó · d4 blanques cavall · e4 blanques peó · g4 blanques peó · c3 blanques cavall · e3 blanques alfil · f3 blanques peó · a2 blanques peó · b2 blanques peó · c2 blanques peó · d2 blanques dama · h2 blanques peó · c1 blanques rei · d1 blanques torre · f1 blanques alfil · h1 blanques torre | a8 negres torre · d8 negres dama · e8 negres rei · f8 negres alfil · h8 negres torre · b7 negres alfil · d7 negres cavall · f7 negres peó · g7 negres peó · a6 negres peó · d6 negres peó · e6 negres peó · f6 negres cavall · h6 negres peó · b5 negres peó · d4 blanques cavall · e4 blanques peó · g4 blanques peó · c3 blanques cavall · e3 blanques alfil · f3 blanques peó · a2 blanques peó · b2 blanques peó · c2 blanques peó · d2 blanques dama · h2 blanques peó · c1 blanques rei · d1 blanques torre · f1 blanques alfil · h1 blanques torre | a8 negres torre · d8 negres dama · e8 negres rei · f8 negres alfil · h8 negres torre · b7 negres alfil · d7 negres cavall · f7 negres peó · g7 negres peó · a6 negres peó · d6 negres peó · e6 negres peó · f6 negres cavall · h6 negres peó · b5 negres peó · d4 blanques cavall · e4 blanques peó · g4 blanques peó · c3 blanques cavall · e3 blanques alfil · f3 blanques peó · a2 blanques peó · b2 blanques peó · c2 blanques peó · d2 blanques dama · h2 blanques peó · c1 blanques rei · d1 blanques torre · f1 blanques alfil · h1 blanques torre | 3 |
| 2 | a8 negres torre · d8 negres dama · e8 negres rei · f8 negres alfil · h8 negres torre · b7 negres alfil · d7 negres cavall · f7 negres peó · g7 negres peó · a6 negres peó · d6 negres peó · e6 negres peó · f6 negres cavall · h6 negres peó · b5 negres peó · d4 blanques cavall · e4 blanques peó · g4 blanques peó · c3 blanques cavall · e3 blanques alfil · f3 blanques peó · a2 blanques peó · b2 blanques peó · c2 blanques peó · d2 blanques dama · h2 blanques peó · c1 blanques rei · d1 blanques torre · f1 blanques alfil · h1 blanques torre | a8 negres torre · d8 negres dama · e8 negres rei · f8 negres alfil · h8 negres torre · b7 negres alfil · d7 negres cavall · f7 negres peó · g7 negres peó · a6 negres peó · d6 negres peó · e6 negres peó · f6 negres cavall · h6 negres peó · b5 negres peó · d4 blanques cavall · e4 blanques peó · g4 blanques peó · c3 blanques cavall · e3 blanques alfil · f3 blanques peó · a2 blanques peó · b2 blanques peó · c2 blanques peó · d2 blanques dama · h2 blanques peó · c1 blanques rei · d1 blanques torre · f1 blanques alfil · h1 blanques torre | a8 negres torre · d8 negres dama · e8 negres rei · f8 negres alfil · h8 negres torre · b7 negres alfil · d7 negres cavall · f7 negres peó · g7 negres peó · a6 negres peó · d6 negres peó · e6 negres peó · f6 negres cavall · h6 negres peó · b5 negres peó · d4 blanques cavall · e4 blanques peó · g4 blanques peó · c3 blanques cavall · e3 blanques alfil · f3 blanques peó · a2 blanques peó · b2 blanques peó · c2 blanques peó · d2 blanques dama · h2 blanques peó · c1 blanques rei · d1 blanques torre · f1 blanques alfil · h1 blanques torre | a8 negres torre · d8 negres dama · e8 negres rei · f8 negres alfil · h8 negres torre · b7 negres alfil · d7 negres cavall · f7 negres peó · g7 negres peó · a6 negres peó · d6 negres peó · e6 negres peó · f6 negres cavall · h6 negres peó · b5 negres peó · d4 blanques cavall · e4 blanques peó · g4 blanques peó · c3 blanques cavall · e3 blanques alfil · f3 blanques peó · a2 blanques peó · b2 blanques peó · c2 blanques peó · d2 blanques dama · h2 blanques peó · c1 blanques rei · d1 blanques torre · f1 blanques alfil · h1 blanques torre | a8 negres torre · d8 negres dama · e8 negres rei · f8 negres alfil · h8 negres torre · b7 negres alfil · d7 negres cavall · f7 negres peó · g7 negres peó · a6 negres peó · d6 negres peó · e6 negres peó · f6 negres cavall · h6 negres peó · b5 negres peó · d4 blanques cavall · e4 blanques peó · g4 blanques peó · c3 blanques cavall · e3 blanques alfil · f3 blanques peó · a2 blanques peó · b2 blanques peó · c2 blanques peó · d2 blanques dama · h2 blanques peó · c1 blanques rei · d1 blanques torre · f1 blanques alfil · h1 blanques torre | a8 negres torre · d8 negres dama · e8 negres rei · f8 negres alfil · h8 negres torre · b7 negres alfil · d7 negres cavall · f7 negres peó · g7 negres peó · a6 negres peó · d6 negres peó · e6 negres peó · f6 negres cavall · h6 negres peó · b5 negres peó · d4 blanques cavall · e4 blanques peó · g4 blanques peó · c3 blanques cavall · e3 blanques alfil · f3 blanques peó · a2 blanques peó · b2 blanques peó · c2 blanques peó · d2 blanques dama · h2 blanques peó · c1 blanques rei · d1 blanques torre · f1 blanques alfil · h1 blanques torre | a8 negres torre · d8 negres dama · e8 negres rei · f8 negres alfil · h8 negres torre · b7 negres alfil · d7 negres cavall · f7 negres peó · g7 negres peó · a6 negres peó · d6 negres peó · e6 negres peó · f6 negres cavall · h6 negres peó · b5 negres peó · d4 blanques cavall · e4 blanques peó · g4 blanques peó · c3 blanques cavall · e3 blanques alfil · f3 blanques peó · a2 blanques peó · b2 blanques peó · c2 blanques peó · d2 blanques dama · h2 blanques peó · c1 blanques rei · d1 blanques torre · f1 blanques alfil · h1 blanques torre | a8 negres torre · d8 negres dama · e8 negres rei · f8 negres alfil · h8 negres torre · b7 negres alfil · d7 negres cavall · f7 negres peó · g7 negres peó · a6 negres peó · d6 negres peó · e6 negres peó · f6 negres cavall · h6 negres peó · b5 negres peó · d4 blanques cavall · e4 blanques peó · g4 blanques peó · c3 blanques cavall · e3 blanques alfil · f3 blanques peó · a2 blanques peó · b2 blanques peó · c2 blanques peó · d2 blanques dama · h2 blanques peó · c1 blanques rei · d1 blanques torre · f1 blanques alfil · h1 blanques torre | 2 |
| 1 | a8 negres torre · d8 negres dama · e8 negres rei · f8 negres alfil · h8 negres torre · b7 negres alfil · d7 negres cavall · f7 negres peó · g7 negres peó · a6 negres peó · d6 negres peó · e6 negres peó · f6 negres cavall · h6 negres peó · b5 negres peó · d4 blanques cavall · e4 blanques peó · g4 blanques peó · c3 blanques cavall · e3 blanques alfil · f3 blanques peó · a2 blanques peó · b2 blanques peó · c2 blanques peó · d2 blanques dama · h2 blanques peó · c1 blanques rei · d1 blanques torre · f1 blanques alfil · h1 blanques torre | a8 negres torre · d8 negres dama · e8 negres rei · f8 negres alfil · h8 negres torre · b7 negres alfil · d7 negres cavall · f7 negres peó · g7 negres peó · a6 negres peó · d6 negres peó · e6 negres peó · f6 negres cavall · h6 negres peó · b5 negres peó · d4 blanques cavall · e4 blanques peó · g4 blanques peó · c3 blanques cavall · e3 blanques alfil · f3 blanques peó · a2 blanques peó · b2 blanques peó · c2 blanques peó · d2 blanques dama · h2 blanques peó · c1 blanques rei · d1 blanques torre · f1 blanques alfil · h1 blanques torre | a8 negres torre · d8 negres dama · e8 negres rei · f8 negres alfil · h8 negres torre · b7 negres alfil · d7 negres cavall · f7 negres peó · g7 negres peó · a6 negres peó · d6 negres peó · e6 negres peó · f6 negres cavall · h6 negres peó · b5 negres peó · d4 blanques cavall · e4 blanques peó · g4 blanques peó · c3 blanques cavall · e3 blanques alfil · f3 blanques peó · a2 blanques peó · b2 blanques peó · c2 blanques peó · d2 blanques dama · h2 blanques peó · c1 blanques rei · d1 blanques torre · f1 blanques alfil · h1 blanques torre | a8 negres torre · d8 negres dama · e8 negres rei · f8 negres alfil · h8 negres torre · b7 negres alfil · d7 negres cavall · f7 negres peó · g7 negres peó · a6 negres peó · d6 negres peó · e6 negres peó · f6 negres cavall · h6 negres peó · b5 negres peó · d4 blanques cavall · e4 blanques peó · g4 blanques peó · c3 blanques cavall · e3 blanques alfil · f3 blanques peó · a2 blanques peó · b2 blanques peó · c2 blanques peó · d2 blanques dama · h2 blanques peó · c1 blanques rei · d1 blanques torre · f1 blanques alfil · h1 blanques torre | a8 negres torre · d8 negres dama · e8 negres rei · f8 negres alfil · h8 negres torre · b7 negres alfil · d7 negres cavall · f7 negres peó · g7 negres peó · a6 negres peó · d6 negres peó · e6 negres peó · f6 negres cavall · h6 negres peó · b5 negres peó · d4 blanques cavall · e4 blanques peó · g4 blanques peó · c3 blanques cavall · e3 blanques alfil · f3 blanques peó · a2 blanques peó · b2 blanques peó · c2 blanques peó · d2 blanques dama · h2 blanques peó · c1 blanques rei · d1 blanques torre · f1 blanques alfil · h1 blanques torre | a8 negres torre · d8 negres dama · e8 negres rei · f8 negres alfil · h8 negres torre · b7 negres alfil · d7 negres cavall · f7 negres peó · g7 negres peó · a6 negres peó · d6 negres peó · e6 negres peó · f6 negres cavall · h6 negres peó · b5 negres peó · d4 blanques cavall · e4 blanques peó · g4 blanques peó · c3 blanques cavall · e3 blanques alfil · f3 blanques peó · a2 blanques peó · b2 blanques peó · c2 blanques peó · d2 blanques dama · h2 blanques peó · c1 blanques rei · d1 blanques torre · f1 blanques alfil · h1 blanques torre | a8 negres torre · d8 negres dama · e8 negres rei · f8 negres alfil · h8 negres torre · b7 negres alfil · d7 negres cavall · f7 negres peó · g7 negres peó · a6 negres peó · d6 negres peó · e6 negres peó · f6 negres cavall · h6 negres peó · b5 negres peó · d4 blanques cavall · e4 blanques peó · g4 blanques peó · c3 blanques cavall · e3 blanques alfil · f3 blanques peó · a2 blanques peó · b2 blanques peó · c2 blanques peó · d2 blanques dama · h2 blanques peó · c1 blanques rei · d1 blanques torre · f1 blanques alfil · h1 blanques torre | a8 negres torre · d8 negres dama · e8 negres rei · f8 negres alfil · h8 negres torre · b7 negres alfil · d7 negres cavall · f7 negres peó · g7 negres peó · a6 negres peó · d6 negres peó · e6 negres peó · f6 negres cavall · h6 negres peó · b5 negres peó · d4 blanques cavall · e4 blanques peó · g4 blanques peó · c3 blanques cavall · e3 blanques alfil · f3 blanques peó · a2 blanques peó · b2 blanques peó · c2 blanques peó · d2 blanques dama · h2 blanques peó · c1 blanques rei · d1 blanques torre · f1 blanques alfil · h1 blanques torre | 1 |
|   | a | b | c | d | e | f | g | h |   |

L'anomenat "Atac Anglès" fou modelat per l'atac jugoslau (Rauzer) a la siciliana del Drac. Les blanques comencen amb un agressiu allau de peons al flanc de rei amb f2–f3, g2–g4, h2–h4, i sovint g4–g5. Les blanques enroquen llarg i sovint en resulta una partida molt tensa. Les negres, de totes maneres, no ha de consentir trobar-se en una defensa passiva i tenen tantes amenaces d'atac com les blanques. La línia principal 6. Ae3 a6 7. f3 b5 8. g4 h6 9. Dd2 Cbd7 10. 0-0-0 Ab7. El pla de les blanques és forçar g4–g5 i obrir les colmnes del flanc de rei per obtenir avantatge. El primer jugador també pot exercir una considerable pressió sobre la columna d. Les negres sovint consideren un sacrifici de qualitat o, almenys, un sacrifici de peó per obrir les columnes del flanc de dama per a les peces de més valor. El temps és l'essència i noves idees es van descobrint cada any. Molts jugadors d'elit incloent Aleksandr Morozévitx, Péter Lékó i Aleksei Xírov han invertit moltes hores d'estudi en aquesta variant crítica.

## Altres variants

### Atac Fischer: 6.Ac4
Amb l'Atac Fischer 6. Ac4, les blanques intenten pressionar la casella d5 directament. La resposta viable per a les negres pel control del centre inclou variants com Cb8–c6–a5 o Cb8–d7–c5, complementat per a7–a6 i b7–b5–b4 al flanc de dama. Una possible línia és 6...Ae7 7.Ab3 0-0 8.Ae3 Ca6 (amb l'objectiu de la casella c5; notar que encas de 8...Cbd7, aleshores 9.Axe6!? fxe6 10.Cxe6 Da5 11.Cxf8 Axf8, i les blanques sacrifiquen dues peces per una torre) 9.De2 Cc5 10.f3. La subsegüent posició és equilibrada, amb les negres a punt per a atacar g2–g4–g5 de les blanques amb a7–a6 i b7–b5–b4 a l'altre flanc.

### Variant Tal: 6.f4
Després de 6. f4, en una de les línies principals, 6... Cc6 7. Ae3 Ae7 8. Df3, les blanques busca enrocar llarg col·locant la seva torre en la seva columna semioberta d, i ajudar l'avançament del peó g amb la dama.

### Línies menors
6. g3; 6. Ab5, etc. Aquests moviments són menys difícils de complir i no són desafiants teòricament per les negres.

## Qüestió de l'ordre dels moviments i la variant Najdorf
L'Atac Keres posa les negres en una posició bastant defensiva i potencialment perillosa. Per aquesta raó, molts defensors d'aquesta defensa tendeixen a jugar l'ordre de moviments de la variant Najdorf i després jugar 6 ... e6, trasposant a la Scheveningen. L'exemple més destacat d'aquesta preferència per l'ordre de jugades de la Najdorf va ser vist al Campionat del món d'escacs de 1984, on després d'una partida on Kaspàrov va tenir dificultats a l'obertura, mai va permetre l'Atac Keres i finalment va canviar l'ordre de jugades de la Najdorf. Cal assenyalar que l'ordre de jugades de la Najdorf, alhora que descarta 6.g4, encara li dona opcions addicionals a les blanques, i g4 és encara una possibilitat de jugada per més endavant.
Gran part de l'anàlisi modern de la Scheveningen és sota la rúbrica de la Najdorf. De fet, molts llibres que exploren la Scheveningen avui tenen la Najdorf al títol. Això, continuant la línia de pensament en la secció de l'atac anglès comentat anteriorment, és tècnicament la Variant Najdorf de la defensa siciliana amb la molt popular Atac anglès.
Tingueu en compte que la "moderna" Scheveningen només cobreix línies sense un primerenc ... a6 de les negres. La "clàssica" Scheveningen inclou el primarenc ... a6. Aquesta distinció és important en l'elecció dels llibres per estudiar, com els títols que cobreixen les últimes partides on sovint deixen de banda la línia amb laprimarenca ... a6, que encara pot arribar a ser bastant interessant i complex, i encara avantatjosa per les negres, fins i tot amb el poderós atac anglès. Molts programes d'ordinador d'escacs moderns, com HIARCS, segueixen jugant la primarenca ... a6, tot i que la "moderna" sovint s'oposa a la línia en l'anàlisi definitiu, segons el llibre. Vlastimil Jansa ha defensat aquesta variant.